# Jeruzalémské království
Jeruzalémské království (latinsky Regnum Hierosolimitanum, starofrancouzsky Roiaume de Jherusalem, arabsky القدس/مملكة بيت المقدس‎, italsky Regno di Gerusalemme, řecky Βασίλειον τῶν Ἰεροσολύμων, hebrejsky ממלכת ירושלים הלטינית‎), tako Latinské království jeruzalémské, bylo křižáckým státem založeným ve Svaté zemi po první křížové výpravě roku 1099. Celá jeho historie byla ve znamení bojů proti muslimům a svou existenci proti nim uhájilo dvě stě let, než bylo egyptskými mamlúky v roce 1291 dobyto poslední město Akkon (Acre).
Nové křesťanské království bylo v porovnání se západoevropskými monarchiemi relativně malým a slabým státem, který musel být často ekonomicky a vojensky podporován z Evropy: v době svého vzniku nebylo o mnoho více než volným společenstvím měst dobytých v průběhu první křížové výpravy. Křižáci zpočátku využívali nejednotnosti muslimů k dalším územním ziskům, v průběhu 12. století se ale začaly tvořit protikřesťanské aliance. V důsledku drtivého vítězství sultána Saladina v bitvě u Hattínu byla z Evropy vypravena třetí křížová výprava, které se účastnil také anglický král Richard I. Lví srdce, francouzský král Filip II. August a římsko-německý císař Fridrich I. Barbarossa, ani tito vládci však již nedokázali muslimský postup zvrátit. Území Jeruzalémského království v pozdějších letech sestávalo pouze z úzkého pásu země při středomořském pobřeží, po dobytí Jeruzaléma v roce 1187 se novým hlavním městem stal Akkon (Acre). Roku 1291 bylo království definitivně vyvráceno mamlúckým sultánem Kálilem. Tomuto druhému období se někdy říká Druhé Jeruzalémské království nebo Akkonské království podle nového hlavního města, nicméně zdánlivě ztracený Jeruzalém byl ještě roku 1229 získán bez boje zpět díky vyjednání císaře Fridricha II., ne však na dlouho.
V dobách největšího rozmachu zabíralo království území dnešního Izraele, Západního břehu Jordánu a Pásma Gazy. Náležela k němu také území dnešního Libanonu na severu, části dnešního Jordánska a Sýrie na východě a část sinajské pouště na jihu. Křižáci se rovněž pokusili rozšířit své državy o území fátimovského Egypta, ale neúspěšně. Palestinští křižáci byli silně vázáni na své nejbližší sousedy, především na Arménské království v Kilíkii a Byzantskou říši, díky nimž se částečně „orientalizovali“.

## Dějiny

### Vznik království a raná historie

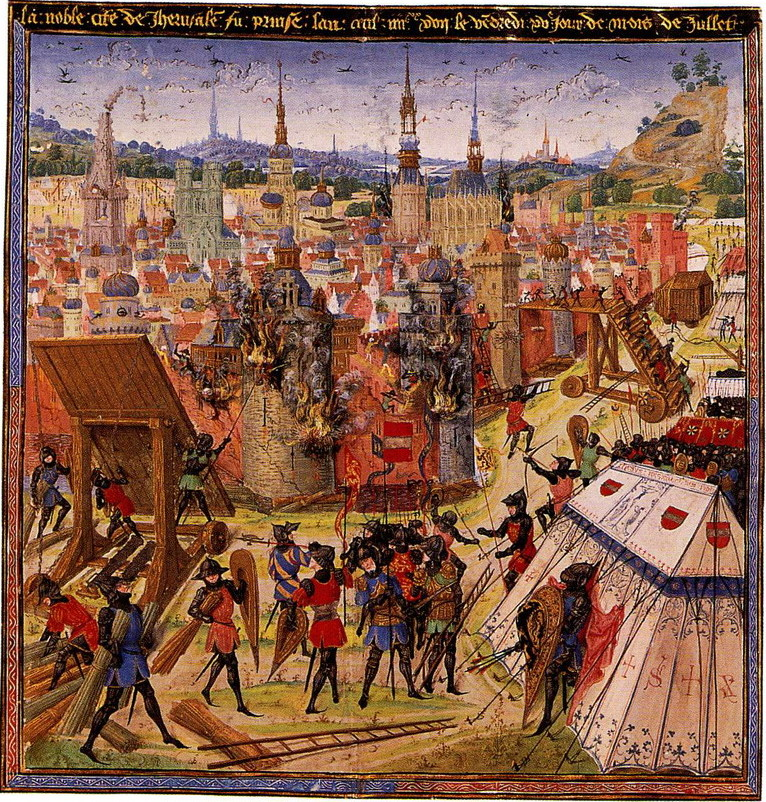
Dobytí Jeruzaléma křižáky roku 1099

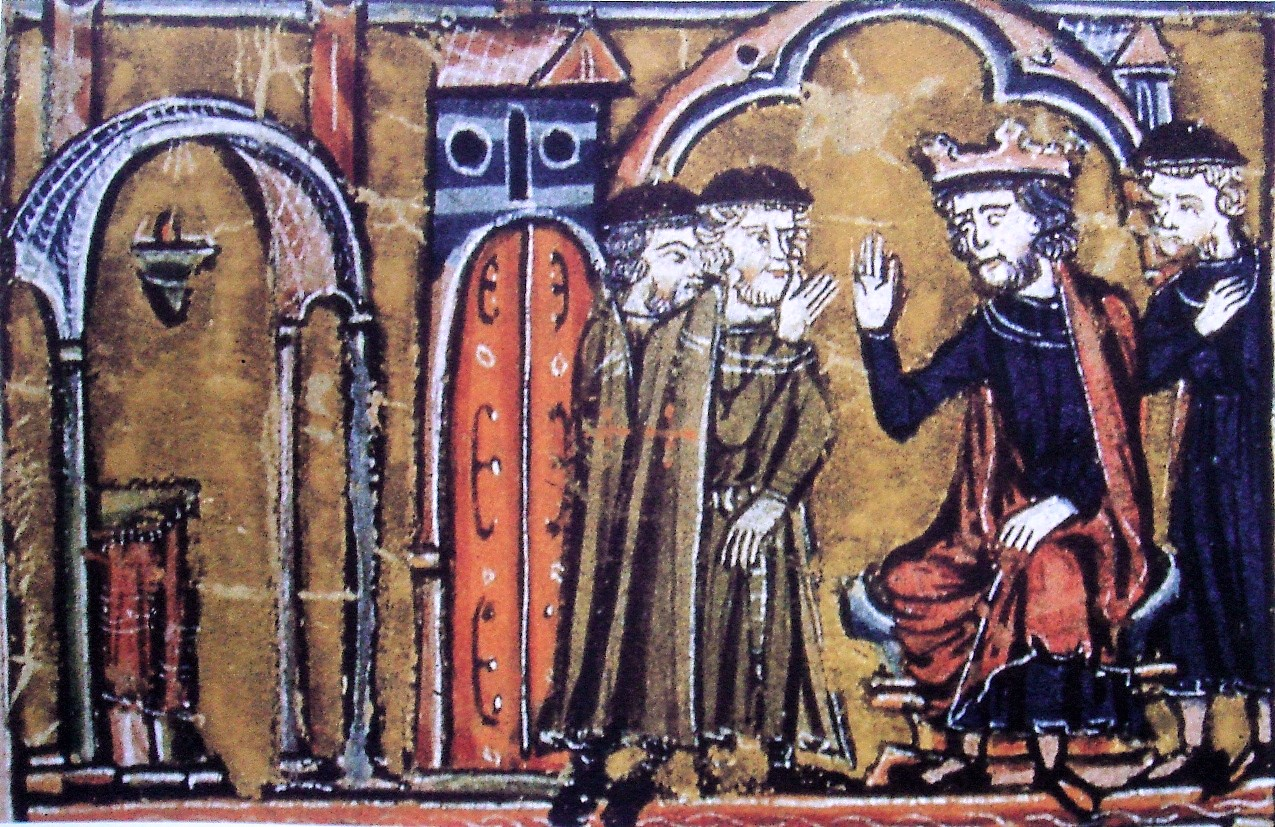
Balduin II. předává Šalomounův chrám do rukou prvnímu velmistru řádu templářů Huguensovi de Payns a Godefroiovi de Saint-Omer (miniatura Viléma z Tyru: Histoire d'Outre-Mer, 13. století)

Papež Urban II. vyhlásil v roce 1095 na koncilu v Clermontu tažení proti „nevěřícím“ (později označované jako první křížová výprava) za účelem pomoci východním křesťanům zastavit postup seldžuckých Turků v Anatolii. Tažení bylo vypraveno v roce 1096, hlavním cílem se však stala Svatá země. Vrcholem kruciáty bylo dobytí Jeruzaléma v červenci 1099.
Ještě před samotným dobytím města, ale hlavně po něm, se mezi křižáky rozhořel spor o budoucím statutu Jeruzaléma. Rytíři a světští účastníci výpravy požadovali zvolení regulérního krále, kdežto duchovenstvo prosazovalo ryze teokratickou vládu. Nakonec byl po všech konfliktech na trůn zvolen dolnolotrinský vévoda Godefroy z Bouillonu, který přijal titul Ochránce Svatého hrobu (Advocatus Sancti Sepulchri). Jeho poražený sok hrabě Raimond z Toulouse poté odešel do Jericha. Kromě nového vládce města byl zvolen též nový jeruzalémský latinský patriarcha, vzdělaný, avšak arogantní a nepopulární Arnoul ze Chocques.

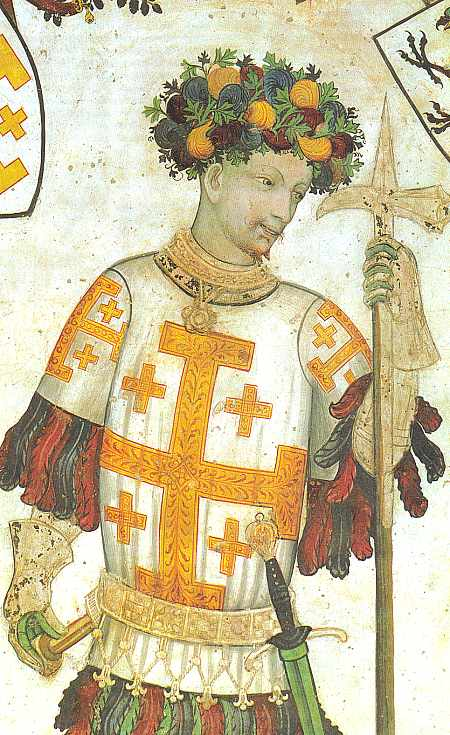
Godefroi z Bouillonu jako Ochránce Svatého hrobu, idealizovaný renesanční portrét od Giacoma Jaqueria, 1420 (Mistr z Mantaského hradu, nástěnná malba, hrad Manta, kolem 1420)

Když se Godefroy ujal vlády, musel záhy čelit bezprostřední hrozbě v podobě mohutné egyptské armády pod velením vezíra al-Afdala, který vyrazil znovu dobýt Jeruzalém. Znesváření evropští rytíři se díky tomu znovu sjednotili a vytáhli s vojskem Egypťanům vstříc. Více než dvojnásobné egyptské vojsko u Askalonu rozprášili a loďstvo zahnali na útěk. Tímto vítězstvím bylo křižácké tažení završeno a nadvláda nad Jeruzalémským královstvím zajištěna. Na počátku roku 1100 se křižáci vypořádávali s místními arabskými emíry, kteří odmítli uznat jejich vládu. Téhož roku si křižáci podrobili oblasti Zajordánska a po připlutí velké benátské flotily vytáhli na Haifu. Nedlouho poté, 18. července 1100, Godefroy z Bouillonu zemřel.

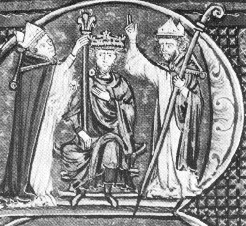
Korunovace prvního jeruzalémského krále Balduina I. (miniatura Viléma z Tyru: Histoire d'Outre-Mer, 13. století)

Nástupcem prvního křižáckého jeruzalémského vládce se stal jeho mladší bratr Balduin z Boulogne, který se v Betlémě nechal korunovat králem. Již v roce 1102 křižáci utrpěli porážku, ze které Balduin jen stěží vyvázl. Několikrát úspěšně odrazil nájezdy arabských vojsk z Egypta na jihovýchodě země a v roce 1113 také turecké útoky z Mosulu a Damašku. Svou politiku zaměřil expanzivním směrem a často útočil na arabská území za Jordánem, obsadil oblasti Moábu a Idumeje, kde roku 1115 křižáci založili hrad Krak de Montréal. Balduin I. úspěšně rozšířil území svého státu, když dobyl přístavní města Akkon (1104), Bejrút (1110) a Sidón (1110). Pokoušel se dobýt také Týros, ten však padl až za vlády jeho nástupce Balduina II. roku 1124. Svůj status lenního pána používal také pro další křižácké státy na severu.
Počet křesťanů latinského ritu začal stoupat. Důležitou úlohu začaly v novém království hrát italské městské státy: Benátky, Pisa a Janov. Italská loďstva pomáhala křižákům při dobývání palestinských přístavů a odměnou za vojenskou pomoc jim bylo přidělení obchodních čtvrtí v těchto nově dobytých městech; Italové se podíleli na zvyšování latinské populace. Po vojenském tažení do Zajordánska v roce 1115 byl Jeruzalém znovu zalidněn, a to především křižáckými osadníky z Evropy a domorodými křesťany. Jeruzalémské království však trpělo geografickou vzdáleností od západní Evropy a jeho východní hranice nebyla ideální obrannou linií. Většina území, které v této době jeruzalémský král ovládal, se nacházela v pásu území mezi Středozemním mořem a Jordánem. Země za ním byla častým dějištěm nájezdů a vojenských střetů.
Po smrti Balduina I. roku 1118 na trůn nastoupil jeho bratranec Balduin Le Bourg jako Balduin II. Projevil se jako schopný vládce, úspěšně bránil království před invazí seldžuckých Turků a fátimovských Egypťanů a dále rozšiřoval ovládané území. Během vlády Balduina II. vznikly ve Svaté zemi první rytířské řády a dále se prohloubil vliv Jeruzaléma nad křižáckými státy Edessou a Antiochií, kde se Balduin II. stal regentem zastupujícím jejich indisponované vládce – mrtvého regenta Rogera ze Salerna z Antiochie a zajatého hraběte Joscelina z Edessy. Sám král byl během své vlády několikrát poražen a dokonce zajat Seldžuky, jeho regentství ani vláda v Jeruzalémě tím však neutrpěly. Balduinovy dcery byly poté provdány do vládnoucích rodů v Antiochijském knížectví a Tripolském hrabství, nejstarší dcera Melisenda měla po Balduinově smrti zdědit korunu v Jeruzalémě. Balduinovi II. i královské radě bylo jasné, že princezna by nemohla vládnout sama, snažili se jí proto zajistit výhodný sňatek. Se žádostí o výběr vhodného kandidáta na jeruzalémský trůn se obrátili na francouzského krále Ludvíka VI., který jako možného jeruzalémského krále doporučil Fulka V., hraběte z Anjou a hlavu mocného rodu Anjouovců.

### Osídlování Zámoří a život vraném království
Stabilní složku palestinského obyvatelstva tvořili vždy venkované. Odhaduje se, že v tehdejší době žilo ve vesnicích zhruba čtvrt milionu především domorodých obyvatel. Venkované byli převážně muslimové, avšak v okolí Betléma, Ramly, Gazy, Keraku a východní Galileje převažovali křesťané. Rovněž okolí nově zakládaných křižáckých hradů bylo osídlováno evropskými křesťany.
Po první křížové výpravě zůstalo na Blízkém východě odhadem asi 10 000 křižáků-poutníků a jen malý počet rytířů. Bylo tedy nutné získat pro nové království nové osadníky z Evropy. Na konci osmdesátých let 12. století žilo v Zámoří 90 000 až 120 000 Evropanů. Západní osadníci zalidňovali především velká přístavní města, zejména Akkon (který měl odhadem až 40 000 obyvatel) a Tyros (30 000 obyvatel). Osídlení Jeruzaléma, jehož původní obyvatelstvo bylo vyvražděno po jeho dobytí roku 1099, již bylo obtížnější, protože nebyl obchodním centrem ani střediskem řemeslné výroby, nové osadníky navíc odrazovalo jeho nehostinné pouštní okolí. K osídlení města proto jeruzalémští králové lákali kolonisty mimořádnými privilegii. V době bitvy u Hattínu měl Jeruzalém přibližně 20 000 obyvatel.
V čele města stála Městská rada (latinsky Curia Burgensium, francouzsky Cour des Bourgeois), kterou jmenoval pán města a v jejímž čele stál vikomt. V kompetenci Městské rady bylo také soudit východní křesťany a muslimy. V přístavních městech zasedaly soudy pro námořní záležitosti – Cour de la Mer. Ve velkých obchodních střediscích měli rozsáhlá privilegia italští kupci, kteří měli vlastní samosprávu a kostely s duchovním nezávislým na místní církvi. Toto postavení však nebylo ve všech městech stejné a v jednotlivých městech se lišilo. Nejvýznamnější postavení měli v křižáky kontrolovaných městech obchodníci z Janova, Benátek, Pisy, ale i z Marseille a Amalfi. Navzdory tomu, že Latinové představovali asi čtvrtinu všeho obyvatelstva v celém Jeruzalémském království, ve městech tvořili většinu.
Zvláštním prvkem v italských čtvrtích křižáckých měst v Palestině byly komuny. Jejich členové se sociálně nelišili od ostatních obyvatel měst, ale jejich výhodné postavení ve městě bylo upraveno úmluvami s jeruzalémským králem, kterému v dobách dobytí přístavních měst lvím podílem vypomáhala loďstva italských států.

### Styl života zámořských Franků

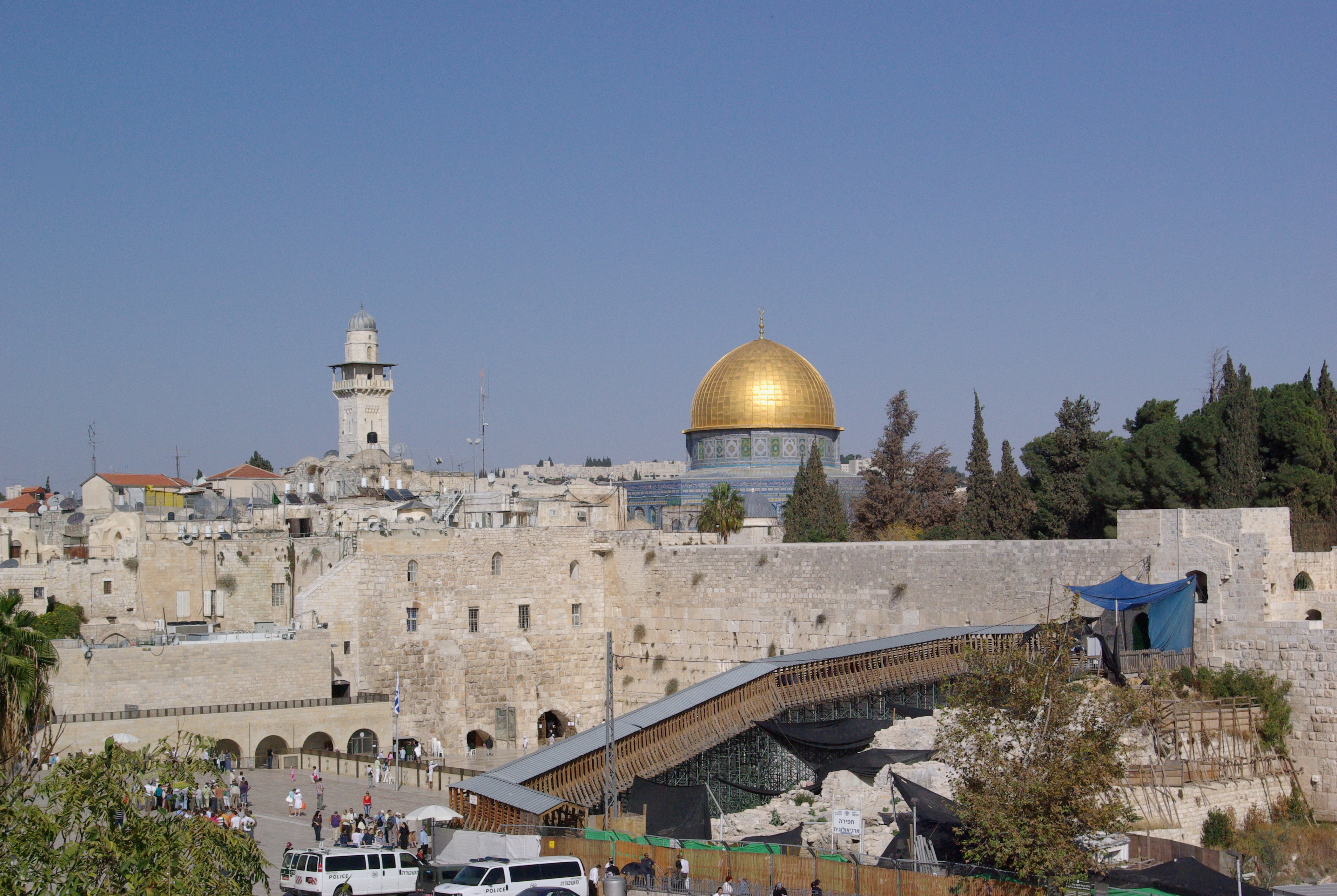
Skalní dóm v chrámové části v Jeruzalémě, vybudován roku 691 na rozkaz chalífy Abd al-Malika byzantskými staviteli. Křižáci nesprávně pokládali Skalní dóm za Šalomounův chrám

Křižáci, kteří se ve Svaté zemi usadili, postupně přijali životní styl místních lidí. Začali se oblékat jako Levantinci, když hrubé lněné oděvy vyměnili za lehké vzdušné plátno. Někteří Latinové si nechali narůst plnovous jako Řekové či Syřané, jiní se holili. Rovněž se Evropané přizpůsobili místnímu stolování, například začali používat příbory. Na rozdíl od rodilých Arabů a Řeků, kteří jedli po vzoru starých Římanů, Frankové u jídla zasedali ke stolu. Kronikář první křížové výpravy Fulcher ze Chartres napsal:
| „                     | My, kdož jsme byli Occidentálci (západní přistěhovalci, též zvaní Latinové či Frankové; Occident je slovo pocházející z latiny a znamená západ, je antonymem ke slovu Orient – východ) jsme se nyní stali Orientálci. Původní Říman nebo Frank se zde stal Galilejcem nebo Palestincem. A člověk, který žil v Remeši nebo Chartres, se nyní cítí být občanem Tyru nebo Akkonu. Již jsme zapomněli na místa, kde jsme se narodili. Mnozí z nás je již neznají, nebo o nich určitě nehovoří. Někteří z nás již mají v této zemi své domy a svoje sluhy, kteří jim patří jakoby dědičným právem. Jiní se oženili s ženou, která není jejich krajankou, ale je to třeba Syřanka, Arménka nebo dokonce Saracénka, jíž se dostalo milosti křtu. Kdo zde byl původně cizincem, je dnes rodákem. | “ |
| — Fulcher ze Chartres | |   |

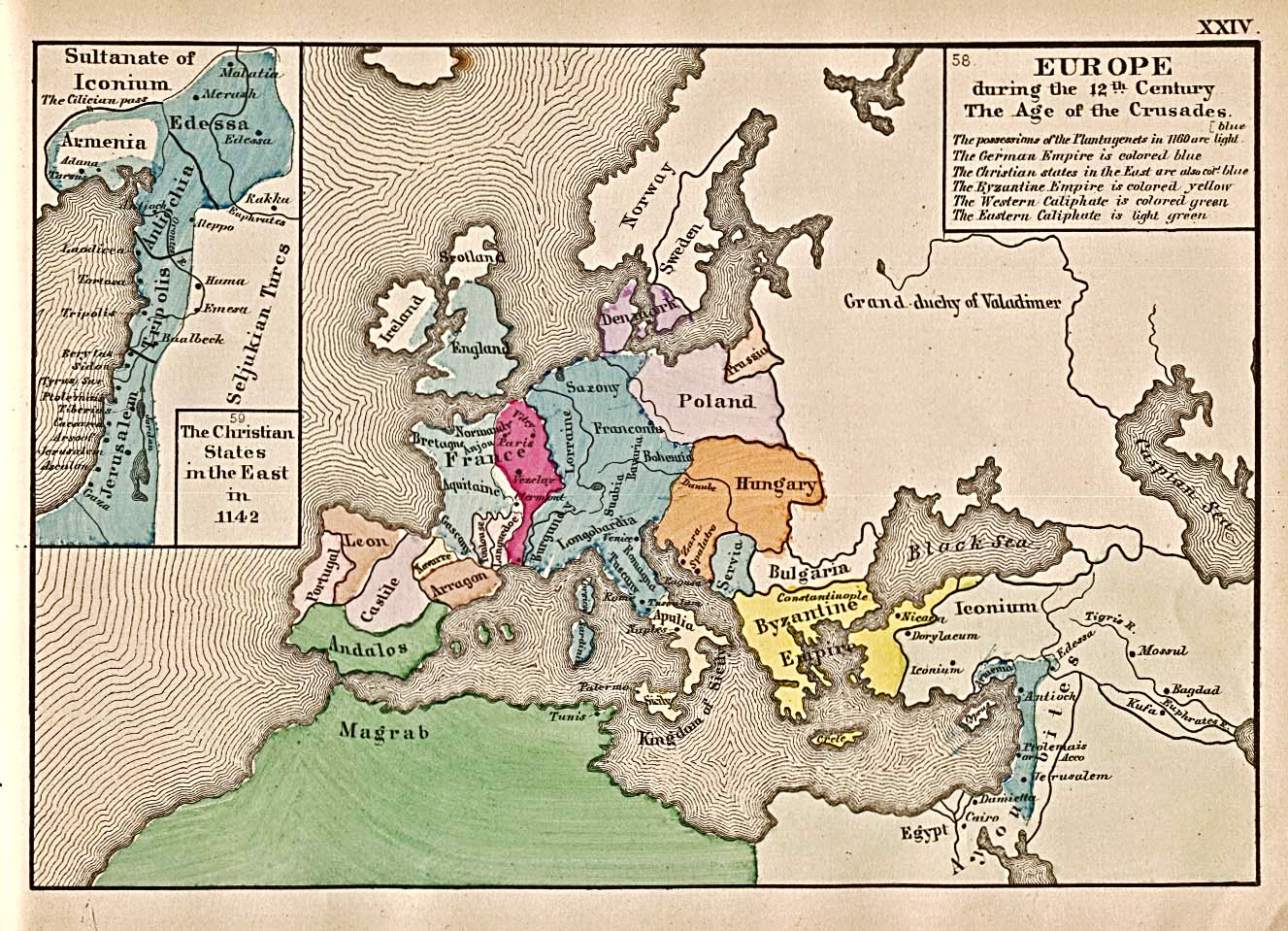
Evropské státy a Blízký východ kolem roku 1142 (Robert H. Labberton, Dawn of History, sixth edition, 1884

Přesto však se úplně nevzdali své evropské identity. Palestinští Frankové se i nadále dorozumívali starou francouzštinou (latina byla jazykem vzdělanců, duchovenstva a úředních spisů) a dále se hlásili ke katolickému vyznání. Ztratili však vyhraněný náboženský fanatismus a nenávist vůči jinověrcům, kterou oplývali nově příchozí poutníci. Ti také při pohledu na životní úroveň svých domorodých krajanů nevycházeli z údivu. Naopak návštěvníci z východu i domorodí Arabové na Franky pohlíželi stále jako na barbary. Arabský historik Usáma Ibn Munkiz Evropany a jejich společnost popsal:
| „                  | Frankové (Alláh se od nich odvrať!) nemají žádnou ctnost, kterou se člověk honosí, vyjma statečnosti. U Franků nikdo kromě rytířů nepožívá žádných výhod ani vysokého postavení. Nikdo krom rytířů není považován za člověka. Jen jejich názory jsou brány v úvahu, oni soudí a vládnou. | “ |
| — Usáma Ibn Munkiz | |   |

Mezi západní a místní kulturou nedošlo k žádnému splynutí. Latinové se většinou o muslimskou kulturu nezajímali a jejich západní zvyklosti domácí kulturní život neovlivnily. Na vysoké úrovni byla v Jeruzalémském království lékařská péče. Evropští lékaři získávali znalosti a zkušenosti od pokročilejších Židů a Arabů a v raných letech křižáckého království dávali Frankové přednost místním lékařům před svými krajany. Kronikář Vilém z Tyru napsal:
| „              | (Frankové) pohrdají znalostmi a praxí našich latinských lékařů a věří jen Židům, Samaritánům, Syřanům a Saracénům. | “ |
| — Vilém z Tyru | |   |

V Jeruzalémě se nacházely čtyři nemocnice a vlastní nemocnici měla i ostatní velká města jako Akkon, Nábulus, Askalon, Jaffa a Týros. Každá nemocnice měla čtyři lékaře a čtyři ranhojiče. Většinu nemocnic spravoval řád johanitů, jehož posláním byla především péče o křesťanské poutníky.

### Neurození Evropané
Neurozené evropské obyvatelstvo bylo na Východě ve dvojí pozici: vůči křižáckému panstvu bylo poddanými a vůči domorodcům vládnoucí třídou. Neurození Latinové pocházeli ze všech koutů Evropy a rychle se zdejším podmínkám přizpůsobili. Tito obyvatelé žili většinou ve městech, kde získali status měšťanů (bourgeois) a směli vlastnit nemovitý majetek. Postavení a výsady bourgeois však mohli prostí Evropané získat, v rámci některých zvláštních privilegií, pokud se usadili na venkově kolem nově zakládaných křižáckých hradů. Měšťané byli sice příslušníci sociální třídy, avšak nepředstavovali svobodný stav.
Neurození Frankové měli dovoleno uzavírat manželství s příslušníky místních křesťanských komunit. Míšenci Orientálců a Evropanů se nazývali francouzsky poulains. Poarabštělí poulains sloužili v jeruzalémském vojsku, kde tvořili oddíly lehké jízdy, kde se nazývali Turkopolové – synové Turků.

### Muslimové a východní křesťané

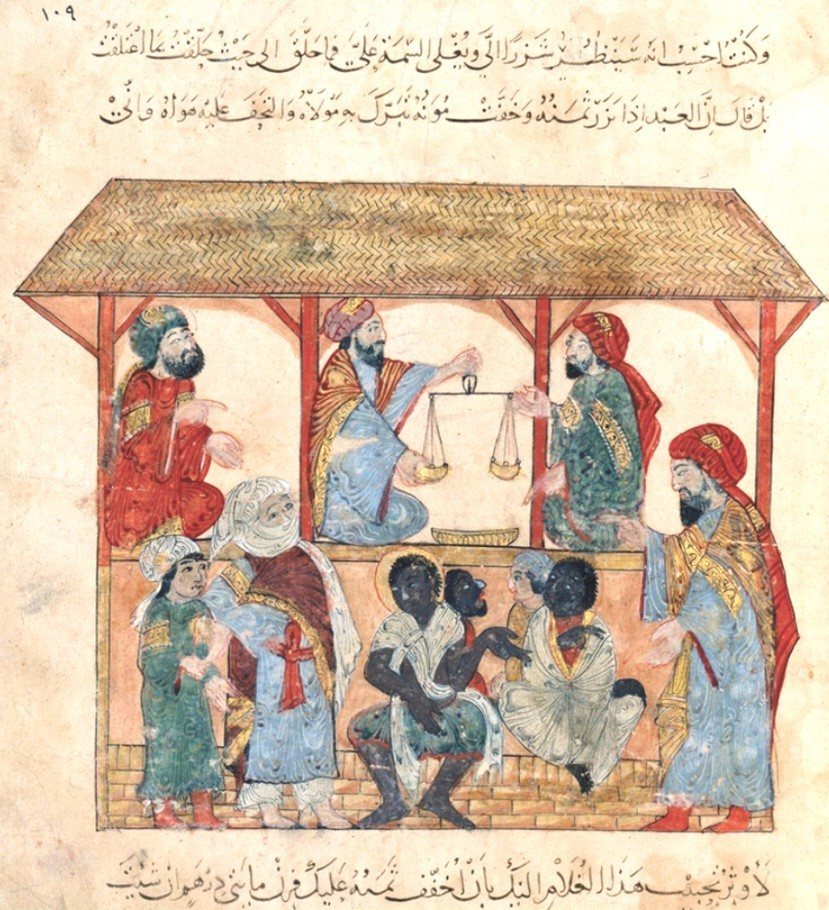
Arabští obchodníci s otroky (arabský rukopis pocházející z let 1236–1237, Bibliothèque Nationale de France)

Muslimové tvořili majoritní vrstvu obyvatelstva na venkově, zatímco z města byli vyhnáni. Většina z nich se hlásila k šíitskému islámu a uznávala fátimovského chalífu v Káhiře. Ve vnitrozemí se vyskytovali rovněž sunnité a na jihu země se křižáci dostali do kontaktu s beduíny, se kterými navázali spolupráci. Mezi Sidónem a Hebronem byli usazeni šíitští drúzové, se kterými Frankové žádné kontakty neudržovali.
Východní křesťané zpočátku vítali křižácká vojska jako své osvoboditele od muslimské nadvlády. Syrští jakobité, kteří hovořili arabsky, směli zůstat ve městech i na vesnicích. Východní ortodoxní, mezi které patřili především Řekové (byť jazykem palestinských Řeků byla povětšinou arabština) a částečně také Arméni a Syřané se těšili ochraně byzantského císaře a ve městech spravovali některé památky. Křižácké panstvo však vůči nim zaujímalo obezřetný a nedůvěřivý postoj.
Křižácká vláda, oproti muslimské vládě, znamenala pro východní křesťany jisté ekonomické zlepšení, neboť jim křižáci poněkud snížili daňové zatížení, zatímco Židé a muslimové platili stejné poplatky, jako za Arabů. Z náboženského hlediska však křižáci vůči jinověrcům nebyli tak tolerantní jako Arabové před nimi. Latinská církev místním křesťanským komunitám zabrala kostely a Frankové jim nikdy nepřiznali samosprávu, kterou jim muslimové neupírali. Jeruzalémský patriarcha nicméně vyžadoval poslušnost od všech křesťanů bez rozdílu, neboť se cítil nejvyšším představitelem křesťanstva ve Svaté zemi.
Velmi přátelské vztahy navázali Frankové s křesťanskými maronity, kteří žili v horských oblastech nad Tripolisem. Ti dokonce sloužili v jeruzalémském vojsku. Roku 1182 maronité přijali papežovu autoritu, tj. uzavřeli unii s Římem (západní církví).

### 12.století, Edessa a Damašek

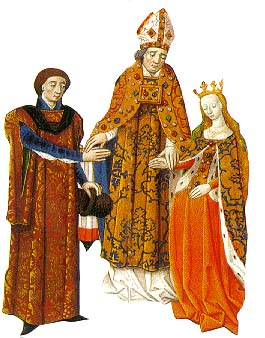
Svatba princezny Melisendy a Fulka z Anjou
(miniatura Viléma z Tyru: 'Histoire de la Conquête de Jérusalem, 13. století)

Když v roce 1131 zemřel král Balduin II., na trůn nastoupila jeho dcera Melisenda s manželem Fulkem z Anjou. Během společné vlády královského páru zažil Jeruzalém největší ekonomický a kulturní rozkvět. Po nástupu nového krále začaly severní křižácké státy revoltovat a podrývat jeruzalémskou autoritu. Nakonec se proti jeruzalémskému králi obrátily. Fulkovi se díky vojenské převaze podařilo uznání lenní závislosti ostatních křižáckých vládců vynutit. Do Antiochijského knížectví poté dosadil svého spojence Raimonda z Poitiers.
Mosulský atabeg Zengí využil roztříštěnosti křižáků a zaútočil na křižácká území. Vrcholem tažení bylo dobytí hradu Montferand, který bránil sám král Fulko a kterého Zengí donutil kapitulovat. Fulko si dobře uvědomoval, že Zengího hrozba v dohledné době nepomine, a proto koncem třicátých let uzavřel spojenectví s damašským emírem.
Roku 1143 Fulko při lovu nešťastně spadl z koně a zabil se. Zengí okamžitě vytáhl proti křižáckým státům a roku 1144 dobyl Edesské hrabství. Královna Melisenda se po manželově smrti stala regentkou za staršího nezletilého syna, budoucího krále Balduina III. Královská rada stanovila poradcem barona Manasséa de Hierges, který po Fulkově smrti vedl jeruzalémské vojsko. Roku 1146 byl však Zengí zavražděn svým eunuchem Jarankešem. Nový jeruzalémský král Balduin III. vycítil příležitost a vytáhl proti Damašku. Tažením ničeho nedosáhl a nakonec ustoupil zpět do Palestiny. O rok později dorazil do země kontingent druhé křížové výpravy.
Setkání vůdců křížové výpravy v Akkonu roku 1148 se účastnil francouzský král Ludvík VII. a německý král Konrád III. Koncil poté prosadil, navzdory několika opozičním šlechticům, tažení na Damašek. Křížová výprava pak skutečně roku 1148 na Damašek vytáhla, ovšem obléhání města skončilo naprostým fiaskem.

### Nástup BalduinaIII.

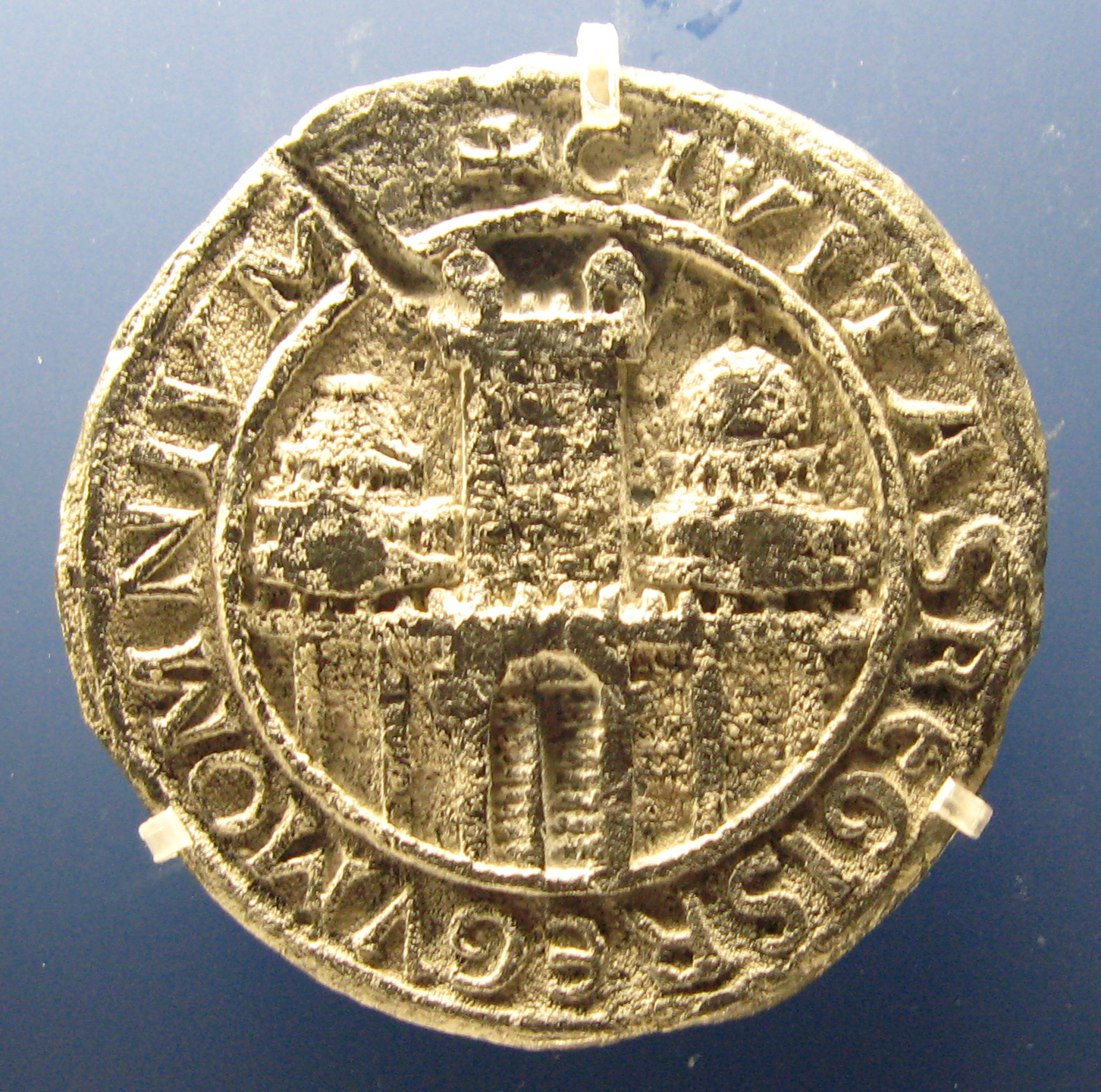
Pečeť krále Balduina III. (umístěné v muzeu v Athénách)

Poté, co se křižáci neúspěšně pokusili dobýt Damašek, vytáhl muslimský vládce Núr ad-Dín proti Antiochii a porazil knížete Raimonda. Nedlouho poté byl zajat edesský hrabě Joscelin II. a jeho žena zbylou část Edesského hrabství prodala Byzantské říši. Po smrti antiochijského knížete a zajetí edesského hraběte byl také zavražděn tripolský hrabě Raimond II., čímž byl jeho stát uvržen do vnitřní krize. Jeruzalémský král nejprve vytáhl osvobodit Antiochii od Núr ad-Dína a poté s ním uzavřel příměří, čímž získal oddechový čas na to, aby mohl najít nové vládce pro severní křižácké státy. Ačkoliv Edesské hrabství již de facto neexistovalo, novým titulárním hrabětem se stal syn Joscelina II. Joscelin III. Balduin III. se také stal poručníkem nového hraběte z Tripolisu, který byl nezletilý a za něhož fakticky vládla matka. Nakonec se král snažil vybrat ženicha pro ovdovělou antiochijskou kněžnu Konstancii, avšak pro její vzdor se tak tři roky nedařilo. Poté si zvolila za manžela nemajetného francouzského rytíře Renauda de Châtillon.
Ačkoliv bylo Balduinovi III. již dvacet let, musel se o moc stále dělit se svou matkou Melisendou. Balduin si proto na jeruzalémském patriarchovi vynutil svou korunovaci jako samovládce království. Tím vyvolal otevřený konflikt s Melisendou a jejím spojencem Manassém de Hierges, ve kterém Balduin III. zvítězil. Královna odešla do ústraní a Manassés de Hierges opustil Blízký východ.
V roce 1153 Balduin III. dobyl poslední výspu egyptské moci v Levantě – přístav Askalon. Město získal údělem králův mladší bratr Amaury. Dobytím Askalonu křižáci ovládli celé palestinské pobřeží. Výprava však stála královskou pokladnu velké peníze a v době, kdy se Núr ad-Dín zmocňoval Damašku, byl nucen jeruzalémský král jen přihlížet.

### Aliance sByzancí

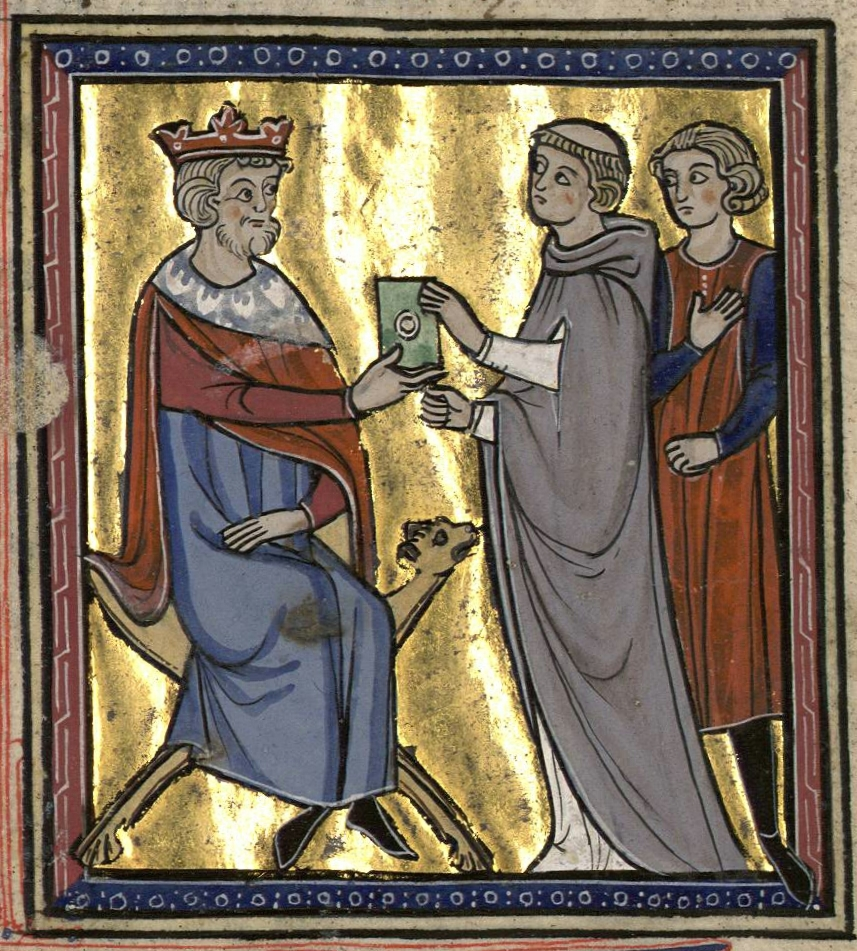
Císař Manuel I. přijímá jeruzalémské emisary v čele s Vilémem z Tyru, miniatura pocházející ze 13. století z Akkonu

V padesátých letech 12. století se jeruzalémská politika zaměřovala na vřelejší vztahy s byzantským císařem, což bylo stvrzeno na jaře 1158 sňatkem krále Balduina s neteří císaře Manuela I. V té době však nový antiochijský kníže Renaud de Châtillon spolu s arménskými spojenci zaútočil a vyplenil byzantský Kypr. Balduin III. se od Renauda distancoval a na podzim 1158 císař Manuel vytáhl na východ na trestnou výpravu.
Roku 1159 zemřela Manuelova manželka Berta ze Sulzbachu a císař se obrátil na jeruzalémského krále, aby mu zprostředkoval nový sňatek s některou z křižáckých šlechtičen. Balduin preferoval svou neteř Melisendu, dceru tripolského hraběte, ale císař nakonec zvolil dceru antiochijské kněžny Konstancie Marii. Balduina III. a jeruzalémský i tripolský dvůr císař svým rozhodnutím podráždil, vztahy se však brzy zase urovnaly. V roce 1163 stále bezdětný Balduin III. onemocněl a v Bejrútu zemřel. Na trůn nastoupil jeho mladší bratr, hrabě z Jaffy a Askalonu Amaury.

### AmauryI. a pět výprav do Egypta

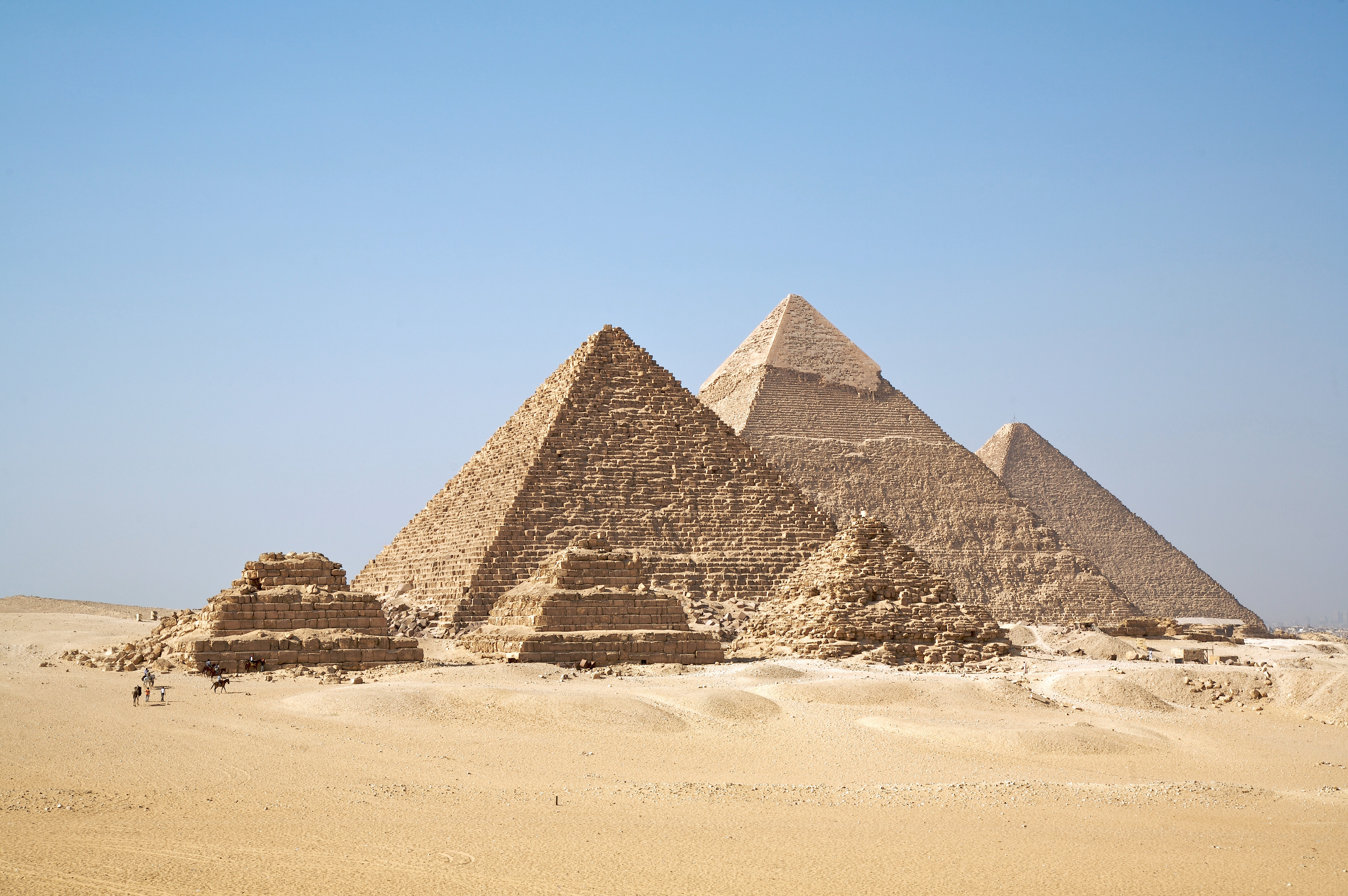
Pod pyramidami v Gíze měsíce tábořil Núr ad-Dínův vojevůdce Asad ad-Dín Šírkúh

Když Amaury I. nastoupil na trůn, Núr ad-Dín ohrožoval všechny křižácké státy a král si uvědomoval nutnost pokračování přátelského kurzu k Byzanci. Zároveň byl však posedlý myšlenkou dobytí Egypta. O Egypt však měl zájem i Núr ad-Dín, který zde roku 1163 pomohl sesazenému vezírovi Šávarovi zpět do jeho úřadu. Šávar se ale nakonec obrátil k Núr ad-Dínovi zády a spojil se s jeruzalémským králem. Ten roku 1164 vtrhl do Horního Egypta, kde v pevnosti Bilbajs obklíčil Núr ad-Dínovu armádu. Núr ad-Dín proto zaútočil na severní Sýrii a donutil tak Amauryho se stáhnout zpět.

Roku 1167 Núr ad-Dínův emír Šírkúh shromáždil nové vojsko pro tažení do Egypta. Šávar se opět obrátil o pomoc na Amauryho I. Ten opět vytáhl na jih, kde po několika nerozhodných bitvách obě strany uzavřely příměří a Šávar byl donucen křižákům platit vysoký tribut. 
Již v říjnu příštího roku však křižáci vtrhli do delty Nilu, kde zmasakrovali místní křesťanské obyvatelstvo. Když poté Amaury oblehl Káhiru, Egypťané požádali o pomoc Núr ad-Dína, který v lednu 1169 donutil jeruzalémské vojsko k ústupu. Šírkúh se stal novým egyptským vezírem a po něm nastoupil jeho synovec Saláh ad-Dín Jusúf ben Ajjúb.
Amaury a byzantský císař Manuel považovali Saláh ad-Dínovo převzetí moci v Egyptě, spolu s Núr ad-Dínem v Sýrii, za porušení rovnováhy sil. Císař proto zosnoval další egyptské tažení a přislíbil palestinským Frankům na pomoc loďstvo. Po týdnech čekání skutečně křižáci s flotilou po boku vytáhli do Egypta, kde oblehli přístav Damietta. Město však útoku odolalo a útočníci se nakonec stáhli. Tím také skončilo pět křižáckých pokusů o dobytí Egypta.
Navzdory pohromě, jakou skončil společný podnik, bylo Amauryho a Manuelovo spojenectví nadále udržováno. Roku 1173 nabídla jeruzalémským křižákům spojenectví muslimská sekta assassinů, jejímž šejkem byl v té době Rašíd ad-Dín Sinan, mezi křižáky známý jako Stařec z hor. Proti spojenectví se však postavili templáři a assassinské poselstvo zabili. Amaury I. se rozzuřil, nechal odpovědné templáře zatknout a u papeže dokonce žádal zrušení templářského řádu. Sinanovi se král omluvil a ten omluvu přijal. Roku 1174 Núr ad-Dín zemřel a po několika měsících jej následoval i Amaury I. Necelý týden po Amauryho smrti byl novým jeruzalémským králem korunován jeho třináctiletý syn jako Balduin IV. Do roku 1180 probíhaly pravidelné drobné šarvátky mezi Saláh ad-Dínem a novým králem, poté bylo sjednáno příměří na dva roky. Toho roku zemřel i císař Manuel I. a s jeho smrtí ztratilo Jeruzalémské království mocného spojence.

### Muslimská ofenzíva a úpadek království

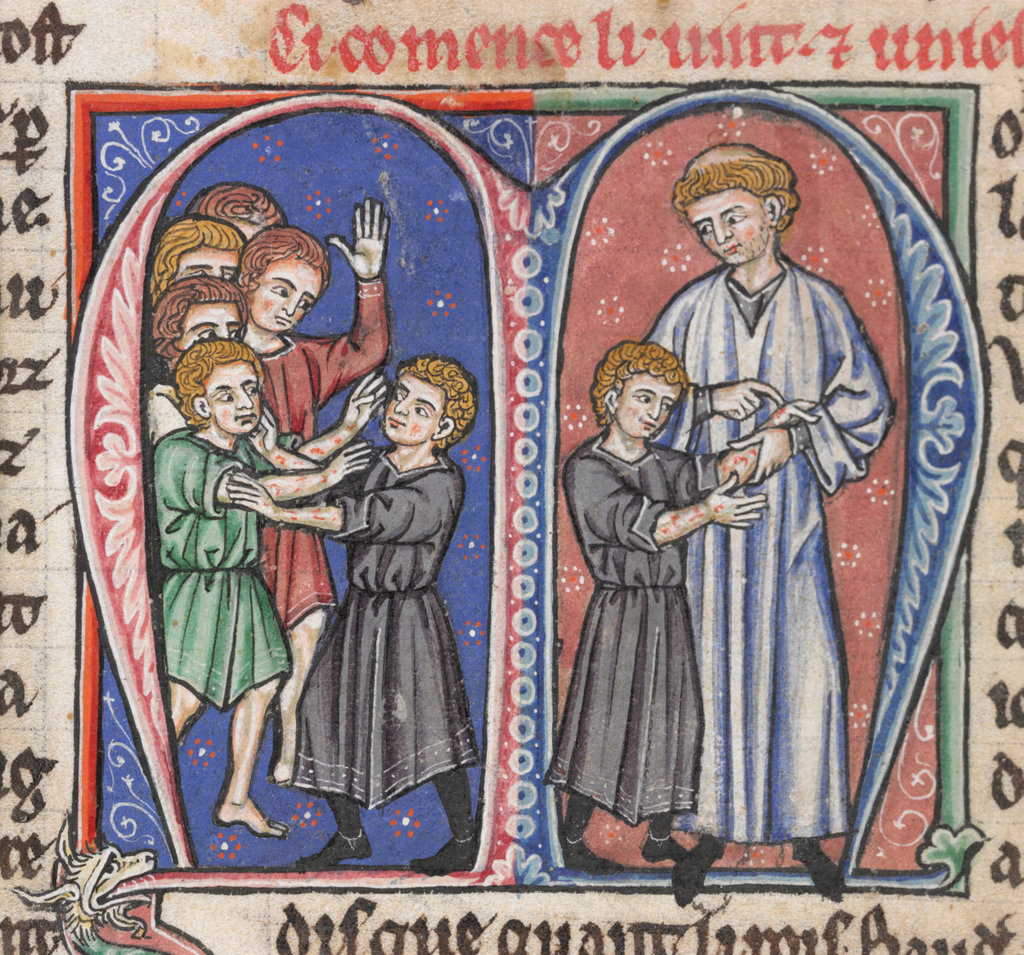
Arcibiskup Vilém z Tyru a Balduin IV., Vilém u chlapce rozpoznává první příznaky lepry
(miniatura Viléma z Tyru: Historia rerum in partibus transmarinis gestarum, 13. století)

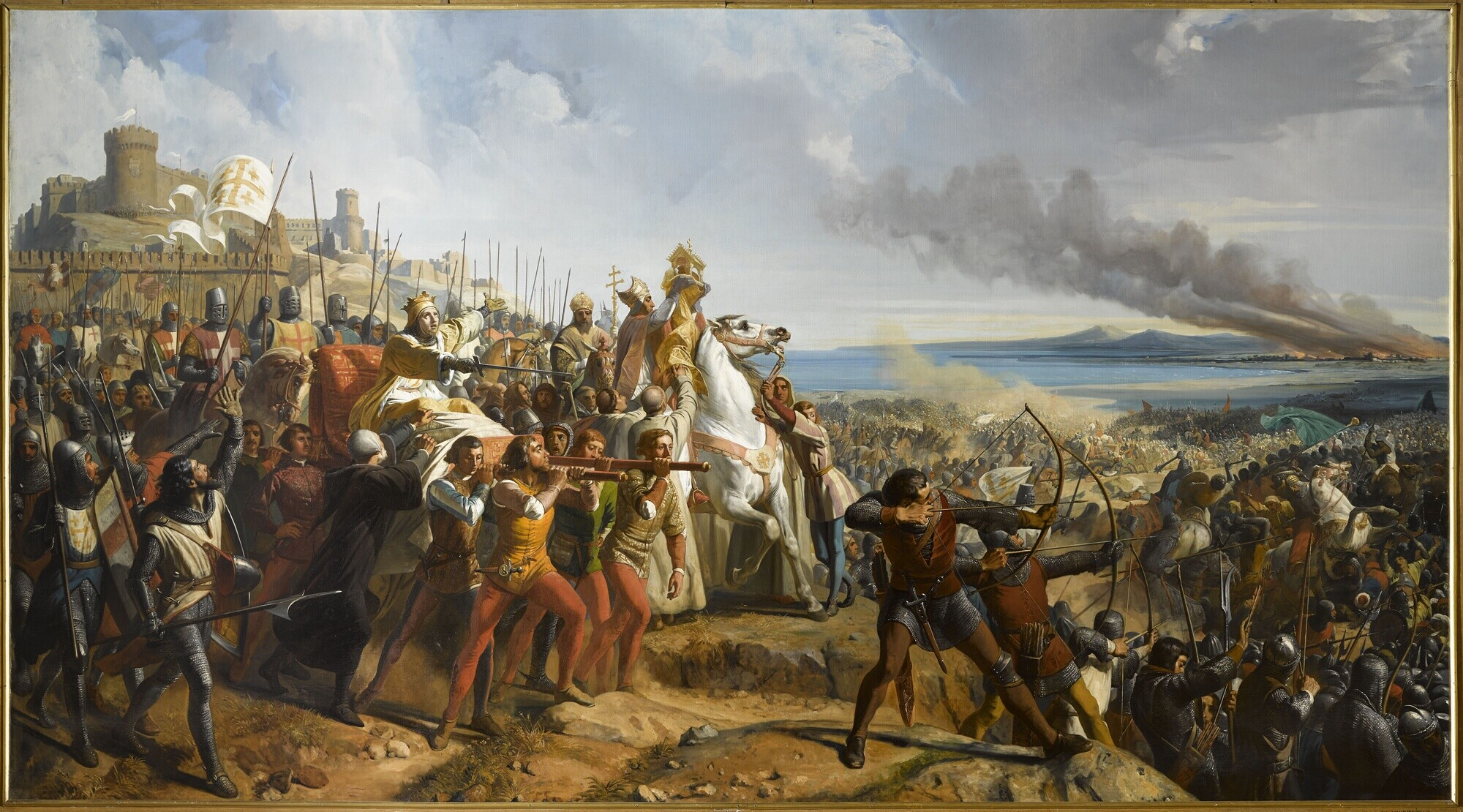
Bitva u Montgisardu: Nemocný král Balduin IV. vítězí nad Saladinem (Charles Philippe Larivière, Salles des Croisades, Versailles (1839–1842))

Amauryho následník Balduin IV. od útlého mládí trpěl leprou. I přes své onemocnění se ukázal být velmi rozhodným a energickým králem a vojevůdcem. V té době se již plně projevilo rozdělení královského dvora a jeruzalémských baronů na dvě názorové skupiny. První skupinu tvořili především šlechtici, kteří se ve Svaté zemi narodili a jejichž rody zde žily po několik generací.  Po nástupu Balduina IV. měli tito šlechtici také u dvora převahu. Jejich hlavními představiteli byli hrabě z Tripolisu Raimond III. a baron z Ramly a Nábulu Balian. Ti zastávali umírněné názory na soužití s muslimy a prosazovali vůči nim i Byzanci vstřícnější politiku, vojensky zaměřenou na obranu země. Druhou skupinou byli šlechtici, kteří se v Palestině nenarodili, ale získali zde své panství a v arabském světě se příliš neorientovali. Ti prosazovali vůči muslimským státům útočnou a dobyvačnou politiku a mezi jejich představitele patřili bratři Guy a Amaury de Lusignan a také Renaud de Châtillon. Od roku 1180 získali příznivci agresivnější politiky významná místa ve státní správě a poté i rozhodující slovo u dvora, když se králova sestra Sibyla vdala za hraběte z Jaffy a Askalonu Guye de Lusignan. Guyově dvorské skupině se také podařilo na uvolněné místo jeruzalémského patriarchy zvolit arcibiskupa z Caesareje Herakleia, zatímco Raimond III. se svými příznivci prosazoval akkonského arcibiskupa, kronikáře a vychovatele Balduina IV., Vilém z Tyru.
V Egyptě zatím narůstala po smrti Núr ad-Dína moc vezíra Saláh ad-Dína Jusúfa ben Ajjúba, později známého jako Saladina. Saladin nejprve začal sjednocovat muslimy v Sýrii a narazil na odpor vládců v Aleppu a Mosulu, kteří byli ze Zengího rodu. Jeruzalémští křižáci, kteří si novou Saladinovu hrozbu dobře uvědomovali, se ze všech sil snažili podpořit zengíovské vládce a roku 1176 se jim Saladina podařilo od útoku na Aleppo odradit.
Kvůli neustálým loupežným nájezdům Renauda de Châtillon na obchodní karavany Arabů Saladin na Jeruzalémské království zaútočil. Do čela jeruzalémských vojsk se postavil králův švagr Guy, který však předvedl jenom svou váhavost v boji a jeho odpůrci, v čele s Raimondem III., krále přiměli Guye z funkce velitele odvolat. Do čela armády se navzdory svému malomocenství postavil král Balduin osobně a Guye vyšachoval z nástupnictví na trůn tím, že nechal korunovat svého pětiletého synovce za korunního prince. Královým zástupcem se stal Raimond III., který se rovněž stal regentem království po dobu nezletilosti mladého Balduina V. a velitelem armády. Svou zdatnost Raimond III. prokázal, když Saladina zahnal od obléhání Keraku (pevnosti Renauda de Châtillon), kde se v té době konala svatba jeho nevlastního syna Homfroie a královy mladší sestry Isabely a kde byl také přítomen velký počet významných svatebčanů z řad baronů.
Roku 1185 nemocný král zemřel a Raimond III. se tak mohl z pevné pozice regenta plně zmocnit vlády za mladého krále Balduina V. Raimond také vyjednal se Saladinem příměří na čtyři roky. O rok později však nečekaně mladý král zemřel a Raimond ztratil svá regentská práva. Moc přešla na matku zesnulého krále Sybilu a jejího manžela Guye de Lusignan, kteří si po krátkém konfliktu vládu v Jeruzalémě zajistili. Raimond III. odjel z Jeruzaléma do Tiberiady, kde se dohodl se Saladinem na vzájemném příměří. Dvorská strana bojechtivých šlechticů se tak dostala opět k moci.

### Pád Jeruzaléma a třetí křížová výprava

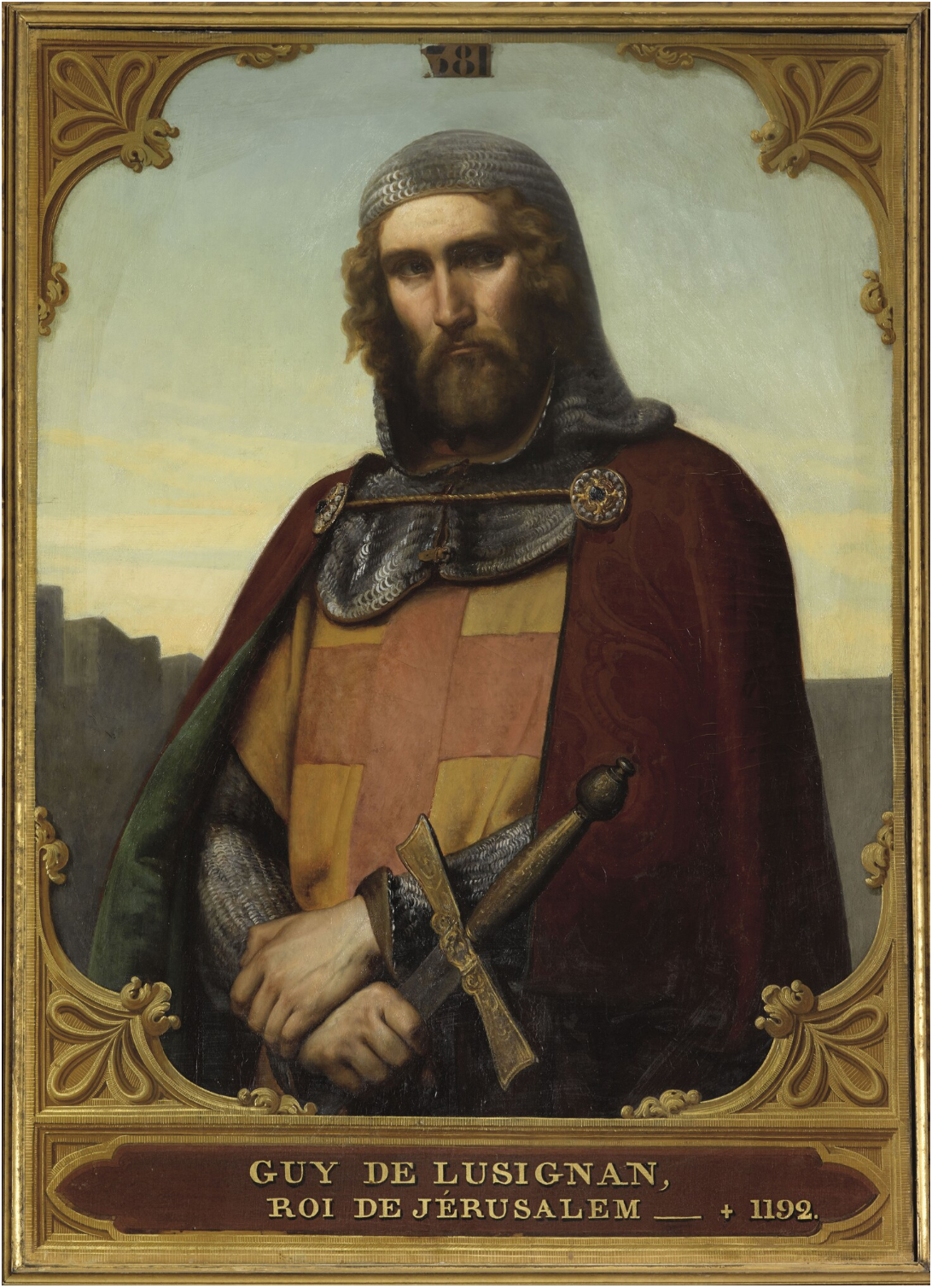
Jeruzalémský král Guy de Lusignan (Francoise Edouard Picot, Salles des Croisades, Versailles (1839–1842))

Guy de Lusignan se ukázal jako špatný a nerozhodný vládce. Králův blízký spojenec Renaud de Châtillon znovu zaútočil na saracénskou karavanu a zajaté obchodníky a zboží odvlekl do Keraku. Saladin tuto akci vzal jako záminku k válce a začal se chystat k boji. Šlechtici byli Renaudovou akcí rozhořčeni a Raimond III. z Tripolisu i antiochijský kníže Bohemund III. odmítli mít s novou válkou se Saladinem cokoliv společného. Guy de Lusignan však začal v okolí Nazaretu shromažďovat veškeré vojsko. Tripolský hrabě Raimond se nakonec k vojsku připojil také. V následné bitvě u hattínských rohů 4. července 1187 však jeruzalémské vojsko Saladin porazil a zajal krále i ostatní vůdce. Raimondovi III., Balianu z Ibelinu, Reginaldovi ze Sidonu, patriarchu Herakliovi, titulárnímu hraběti z Edessy Joscelinu III. a asi třem tisícovkám dalších křesťanů se podařilo vyváznout. Renaud de Châtillon byl Saladinem popraven a Guy de Lusignan s ostatními byli s poctami odvedeni do zajetí. Poté Saladin už dobýval snadno jedno křižácké území za druhým a 2. října 1187 padl samotný Jeruzalém. Pouze několik měst a hradů zůstalo v křižáckých rukách, jako přístav Tyros, (hájený strýcem Balduina V. Konrádem z Montferratu, který dorazil z Konstantinopole), město Antiochie, Tripolis a hrady Beaufort, Chastel Blanc, Marqab, Tortosa a Krak des Chevaliers.

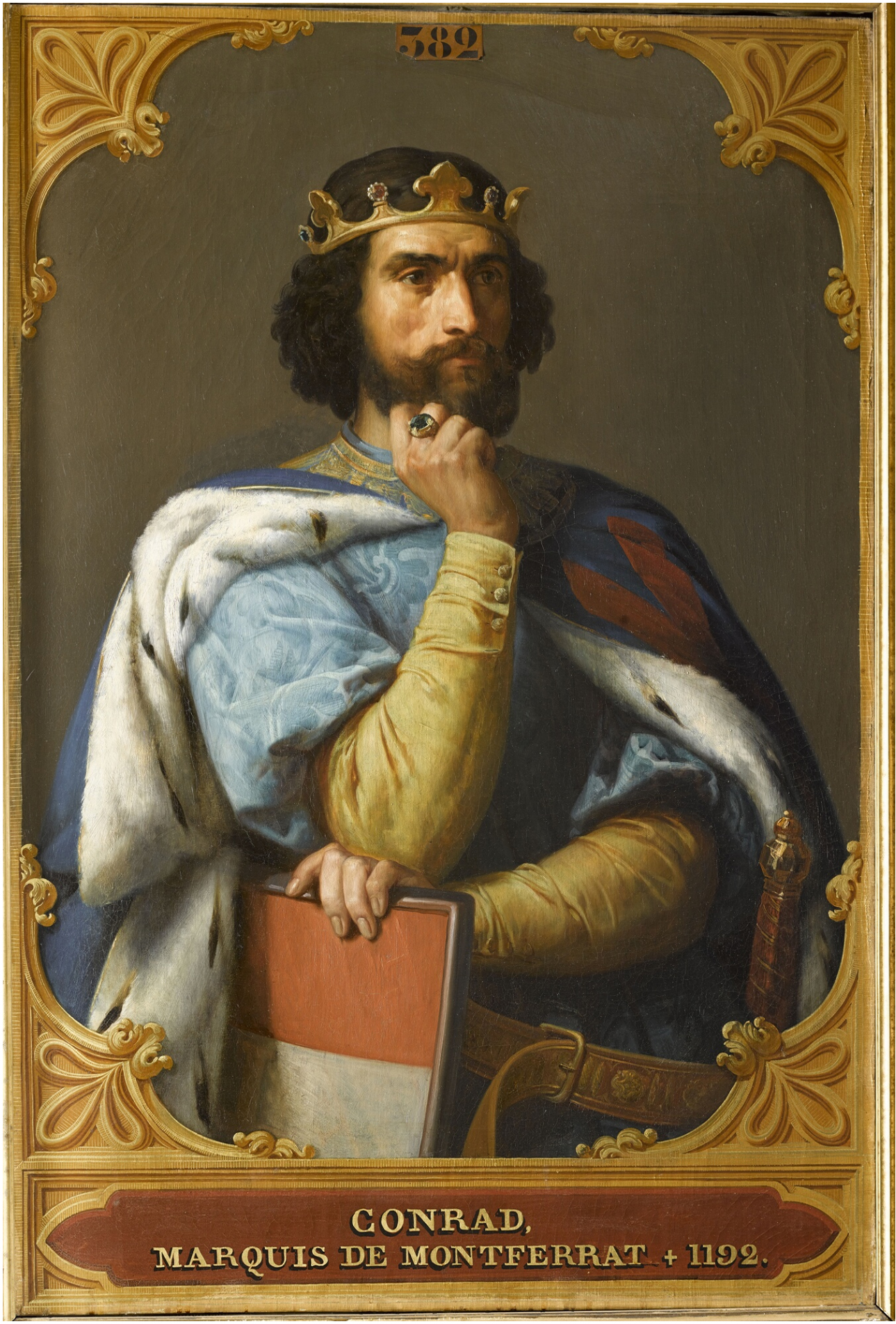
Konrád z Montferratu, obránce Tyru (Francoise Edouard Picot, Salles des Croisades, Versailles (1839–1842))

Ztráta Jeruzaléma na podzim roku 1187 ukončila na čas existenci Jeruzalémského království. Mnoho obyvatel prchlo před Saladinem do Tyru, Tripolisu, či Egypta, odkud se vrátili zpět do Evropy. Křesťané, kteří padli Saladinovi do rukou, se mohli vykoupit; ti, kteří se nemohli od muslimů vyplatit, upadli do otroctví. Na dobytých územích nastala velká změna ve složení obyvatelstva. Křesťané západního ritu museli odejít a na jejich místo přicházeli muslimové. Východní křesťané směli zůstat, stejně tak Židé, jejichž postavení se dokonce oproti křižácké vládě zlepšilo. Pád Jeruzaléma otřásl celou Evropou. Říká se, že papež Urban III. tehdy zemřel žalem, ale je velmi pravděpodobné, že se o této porážce před smrtí vůbec nestihl dozvědět. Jeho nástupce Řehoř VIII. se obrátil na evropské krále s výzvou, aby se zřekli bojů mezi sebou a vydali se na novou křížovou výpravu. Poté, co do Evropy začali přicházet první uprchlíci se zprávami o katastrofě v Zámoří, začaly do Svaté země proudit menší ozbrojené kontingenty na pomoc křižákům v Palestině. Jako první na Blízký východ dorazili normanské lodě sicilského krále Viléma II. a významně pomohly při obraně Tyru a Tripolisu. Později připluly lodě z Dánska, Flander i Anglie a také přispěla loďstva italských městských států. V několika pozdějších letech se po souši i po moři vydala směrem do Svaté země mohutná vojska evropských monarchů, včetně kontingentu francouzského krále Filipa II. Augusta, anglického krále Richarda I. Lví srdce i římsko-německého císaře Fridricha I. Barbarossy. Do dějin tyto menší i větší oddělené putující expedice vstoupily pod souhrnným názvem třetí křížová výprava.
V létě roku 1188 Saladin propustil krále Guye de Lusignan a ten se vydal do Tyru. Obránce města a uznávaný velitel Konrád z Montferratu však čerstvě propuštěného Lusignana odmítl vpustit do města a uznat jej králem. Guy nechtěl zůstat sedět nečinně pod hradbami Tyru a s hrstkou svých vojáků za pomoci pisánského loďstva zaútočil na Akkon. Postupem času Guy získával podporu od místních Franků, dokonce se k němu připojil i Konrád. Po příjezdu evropských posil z Francie a Anglie, v čele s panovníky obou zemí, se město křižákům 12. července 1191 vzdalo.

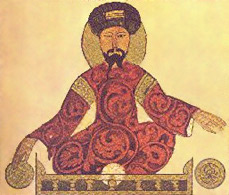
Perská miniatura z arabského kodexu pocházející z konce 12. století patřící údajně Saladinovi

Po dobytí města mezi Guyem a Konrádem propukl znovu spor o jeruzalémskou korunu. Guy se však nehodlal svého postavení vzdát. Vzhledem k tomu, že Guyova žena, královna Sybila byla po smrti, ztratil podle mnohých šlechticů svá práva na královský titul. Titul tak automaticky přešel na Sibylinu sestru Isabelu, která byla vdaná za Homfroie IV. z Toronu. Konrád nechal Isabelu s Homfroiem rozvést a poté ji sám pojal za manželku, čímž se stal uchazečem o trůn. Evropští králové zprostředkovali kompromis: Guy de Lusignan měl doživotně zůstat králem a Konrád s Isabelou se měli stát jeho nástupci. Skutečnou vládu v zemi však držel anglický král Richard.
Francouzský král Filip z Akkonu odplul 31. července 1191. Richard I. zůstal ještě celý rok až do října 1192 a nakonec se se Saladinem dohodl na pětiletém příměří. Křižáci si měli podržet palestinské pobřeží až po město Jaffa a Jeruzalém se měl stát poutním místem volně přístupným pro křesťany. Dohoda byla stvrzena 2. září 1192 a Richard I. se vydal na cestu do Evropy. Zatím však znovu vzplanula nevraživost mezi Guyem, na jehož stranu se postavili Pisánci, a Konrádem, jehož podporovali Janované. Richard Lví srdce jmenoval králem více podporovaného Konráda a Guye odškodnil Kyprem, který při cestě do Svaté země dobyl na Byzantské říši. Protože ho ale po dobytí obratem prodal templářům, musel Kypr Guy od nich nejdříve odkoupit. Tím dal vzniknout novému křižáckému státu Kyperské království. Konrád z Montferratu byl však zanedlouho na příkaz Starce z hor v Tyru zavražděn.
Vdova Isabela byla poté provdána za Richardova synovce Jindřicha ze Champagne. Jindřich nebyl nikdy korunován králem, přesto v Palestině fakticky vládl. Po Saladinově smrti roku 1193 a Guye de Lusignan o rok později posílil Jindřich ze Champagne svou pozici a dohodl se s Guyovým bratrem, kyperským králem Amaurym, který si nenárokoval jeruzalémský trůn. Jindřichova a Isabelina dcera byla později provdána za Amauryho syna Huga, čímž vznikla nová jeruzalémská panovnická dynastie.

### 13.století

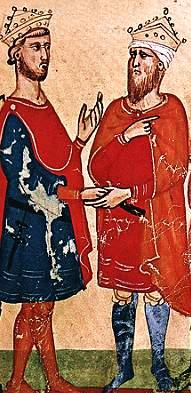
Císař Friedrich II. (vlevo) na setkání se sultánem al-Kamilem, (Giovanni Villani)

Znak Jeruzalémského království

Znak sjednoceného království jeruzalémského a kyperského

Znak království Kypru, Arménie a Jeruzaléma, po roce 1393

Následujících sto let bylo Jeruzalémské království obklopené syrským územím. Oproti stavu před Hattínem a Saladinovou ofenzivou bylo jen torzem. Hlavní město se přestěhovalo do přístavního města Akkonu a kontrolovalo oblast pobřeží dnešního severního Izraele na jihu a jižního a centrálního Libanonu. Do Svaté země již prakticky neproudili západní kolonisté a naopak místní šlechtici odcházeli do Kyperského království a nových křižáckých států v Řecku.
Nový král Jindřich ze Champagne zemřel roku 1197 a vdova Isabela se počtvrté vdala, a to za bratra svého bývalého švagra Amauryho II. z Lusignanu. Poté, co třetí křížová výprava skončila příměřím se Saladinem, byla naplánována čtvrtá křížová výprava, kterou vedl Bonifác z Montferratu. Výprava dobyla hlavní město Byzance Konstantinopolis, ovšem do Svaté země její účastníci nikdy nedorazili.
Po smrti Amauryho a Isabely se novou královnou stala mladá Isabelina dcera Marie z Montferratu, která byla provdána za mnohem staršího a nemajetného evropského rytíře Jana z Brienne. Při porodu Janovy dcery však Marie zemřela a ovdovělý Jan vládl dále jako regent. Roku 1217 byla vyhlášena pátá křížová výprava a v září toho roku do Akkonu připlul rakouský vévoda Leopold VI., uherský král Ondřej II. a kyperský král Hugo. Syrští Ajjúbovci však o válku nestáli a bitvě s křižáky se vyhýbali. Za této situace Frankové svým tažením nedosáhli ničeho a zahraniční spojenci Jana z Brienne nakonec z Palestiny odpluli.
V roce 1225 se mladá dcera Jana z Brienne Jolanda vdala za římsko-německého císaře Fridricha II. Fridrich Jana z Brienne sesadil z jeruzalémského trůnu a roku 1227 odplul na Východ. Roku 1229 vyjednával s egyptským sultánem al-Kamilem z rodu Ajjúbovců. V Jaffě oba panovníci 11. února 1229 uzavřeli dohodu o návratu Jeruzaléma pod vládu křesťanů. Muslimové však měli ve městě náboženskou svobodu a drželi v rukou Omarovu mešitu a al-Aksá, a Fridrich se ještě toho roku se vrátil do Itálie. Po jeho odjezdu v Palestině i na Kypru vypukla proti císařově autoritě revolta, v jejímž čele stanul klan Ibelinů. Jakmile vypršelo příměří vyjednané Fridrichem, kvarismedští Turci s Egypťany znovu dobyli neopevněný Jeruzalém. V dalších letech se již pátá křížová výprava ve Svaté zemi prakticky neodehrávala. Roku 1239 připlul navarrský král Theobald ze Champagne, který se znovu zmocnil Jeruzaléma a pomohl křižákům při dobývání Askalonu, ale již následujícího roku ze Svaté země odešel. V říjnu 1240 dorazil do Akkonu Richard Cornwallský – přímý zástupce císaře Fridricha II. a jeho zájmů. Richard utišil rozbroje mezi akkonskými barony a jejich odpor proti římsko-německé moci v království, rozšířil území Jeruzalémského království a uzavřel výhodné příměří s muslimy. Jakmile však Richard Cornwallský odjel, baroni proti císaři opět povstali.
Roku 1242 byla na dva následující roky zvolena regentkou království za nezletilého krále Konráda II. kyperská královna Alice. Po Alicině brzkém skonu nastoupil na regentský post snadno ovlivnitelný Jindřich I. Baroni dále upevňovali svou moc a vládu v království. Tyros byl vyňat z královského vlivu a přidělen Philippovi de Montfort a akkonská komuna byla rozpuštěna. Jeruzalém 23. srpna 1244 padl do rukou chórezemských vojsk v egyptských službách a místní křesťané byli vyhnáni. V říjnu téhož roku podlehla akkonská rytířská armáda egyptsko-chórezemským silám a království se z této rány již nikdy nevzpamatovalo. Tato bitva bývá také někdy označována jako „druhý Hattín“.

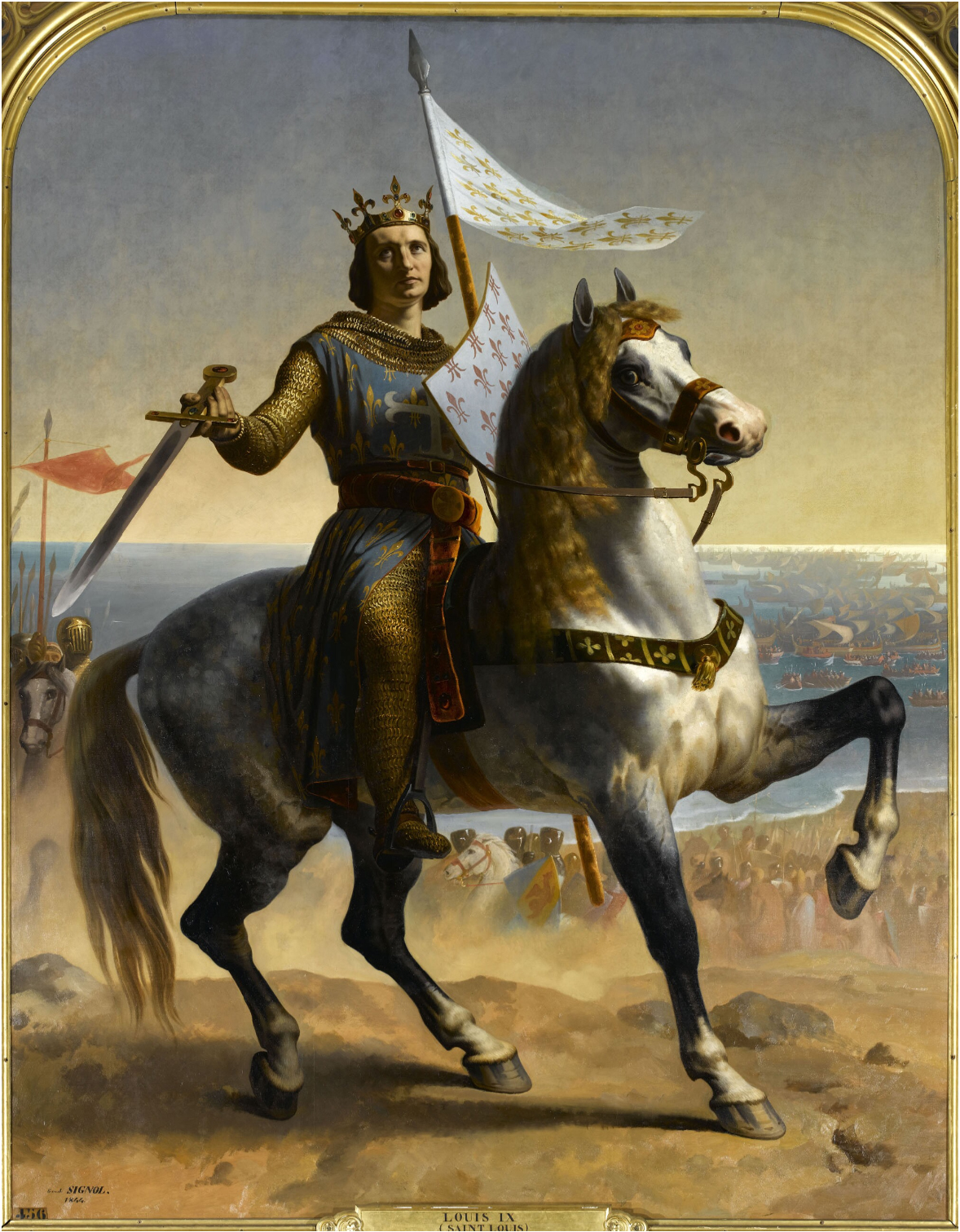
Emile Signol: Ludvík IX. Svatý na křížové výpravě
(Salles des Croisades, Versailles)

Roku 1250 přijel do Palestiny (po neúspěchu své křižácké výpravy v Egyptě) francouzský král Ludvík IX. V době, kdy byl Ludvík propuštěn ze zajetí, dostali se do popředí egyptských dějin mamlúci, kteří v Egyptě vyhlásili Mamlúcký sultanát. Francouzský král pobyl v Zámoří celé čtyři roky, během nichž Jeruzalémskému království prakticky vládl.
Po Ludvíkově odjezdu zpět do Francie (1254) zemřel mladý král Konrád II. ze štaufské dynastie a jeho dědicem se stal jeho syn Konrád III. V Jeruzalémském království zatím vypukla nová občanská válka: Pisánci se spolu s templáři postavili proti Benátčanům, podporovaným Ibeliny a Provensálci. V ulicích hlavního města se bojovalo, na mořích bojovala mezi sebou italská loďstva a různé zájmové skupiny soupeřily o zbylá města pod křesťanskou nadvládou.
Do dějin Blízkého východu začali stále více pronikat Mongolové, které křesťanští vládci v Kilíkii a Antiochii ochotně uznali za své vládce. Baroni v Akkonu to však neudělali. Mongolský chán Hülegü, který založil mongolský ílchanát v Persii, požadoval poddanství také po mamlúcích. Ti odmítli a rozhodli se pro válku. Hülegü byl však příliš zaměstnán v Persii, sultán Kutuz roku 1260 porazil u Ajn Džalúd mongolská vojska generála Ketbughy. Jeruzalémští baroni, plně zaměstnáni vlastními sváry, zachovali neutralitu. Mocenská centra Mosul a Aleppo se následně opět vrátily pod muslimskou vládu. Mongolové se omezili na vládu v Persii a křižáci v Palestině již nemohli spoléhat na jejich vojenskou pomoc.
Ještě v roce 1260 byl mamlúcký sultán Kutuz zavražděn vojevůdcem Bajbarsem, který nastoupil na jeho místo. Bajbars o tři roky později zahájil rozsáhlou ofenzívu proti křižákům a zaútočil přímo na Akkon. Díky pomoci od křižáků z Kypru se podařilo křesťanům město udržet. Bajbars, zvaný Panter, však do roku 1268 obsadil většinu křižáckých opěrných bodů v Palestině a Galileji. Největším Bajbarsovým úspěchem však bylo dobytí Antiochie. Jedinou pomocí, která z Evropy dorazila, byl malý kontingent v čele s anglickým princem Eduardem. Poté, co se Eduard seznámil se špatnou místní situací, vyjednal v roce 1271 s Bajbarsem mír na deset nebo jedenáct let a po úspěšném úniku z pokusu o atentát se vrátil do Evropy.
Po Eduardově odchodu začali akkonští baroni řešit otázku následnictví. Titulární jeruzalémský král Konradin byl po prohrané bitvě u Tagliocozzo Karlem z Anjou roku 1268 bezprecedentně popraven a opuštěný trůn měl připadnout kyperskému králi Hugovi III. Ironií osudu další uchazečka o trůn, Marie, titulární kněžna antiochijská, za úplatu přenechala své nároky právě Karlovi z Anjou. Ten do Akkonu vyslal svého zástupce Rogera ze San Severina. Království se rozdělilo na dva tábory příznivců Karla z Anjou a Huga III. Teprve po Karlově smrti roku 1285 i jeho stoupenci uznali za právoplatného krále Hugova syna Jindřicha.

### Pád Akkonu

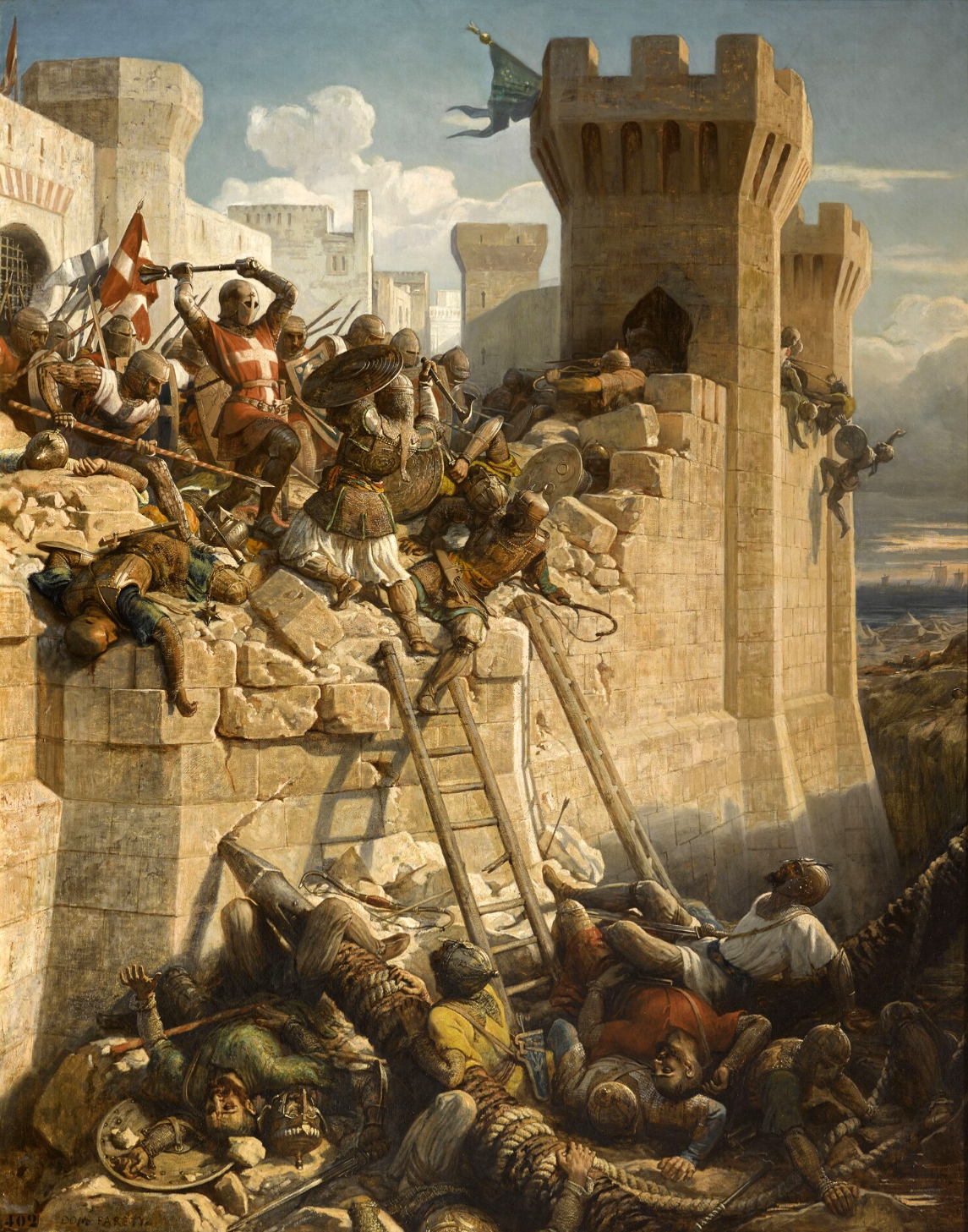
Bojů na hradbách Akkonu roku 1291 se osobně účastnili také velmistři rytířských řádů johanitů a templářů

V téže době vstupovalo do Palestiny vojsko nového mamlúckého sultána Kalavuna za jehož vlády došlo v roce 1283 k prodloužení příměří s křesťanským královstvím Akkon, a to na deset let, deset měsíců, deset dní a deset hodin. Sultán souhlasil s prodloužením příměří, jelikož nepovažoval Akkon za hrozbu, ale za výhodného obchodního partnera. Příměří se ovšem vztahovalo pouze na Akkon, na ostatní územní pozůstatky Jeruzalémského království sultán dál bez milosti útočil – v roce 1285 tak napadl a dobyl hrad johanitů Margat, roku 1287 byla dobyta Lakatiea, 19. dubna 1289 Tripolis a téhož roku Botron a Nefín.
Přestože sultán udržoval vůči Akkonu i nadále příměří, zavládl v tomto křesťanském království strach a Jindřich II. Kyperský vyslal do Evropy posly s prosbou o pomoc. Na výzvu papeže Mikuláše IV. se ale sešlo jen šedesát rytířů, které vyslal anglický král Eduard I., a čtyřicet templářů z Katalánska.
V té době ale skončila křížová výprava ve střední a severní Itálii a žoldnéři bez práce tak rádi přijali výzvu k odchodu do Akkonu. Většina z těchto ozbrojenců nikdy předtím ve Svaté zemi nebyla, a měli tudíž o soužití muslimů a křesťanů značně zkreslené představy, což následně vedlo k řadě konfliktů. Tito nově příchozí žoldnéři nebrali žádné ohledy na snahu o klidné soužití a udržování příměří s muslimským obyvatelstvem. Došlo ke krvavému napadení muslimských rolníků, syrských obchodníků a dokonce i pravoslavných Řeků, tedy nevinných obyvatel, kteří s Akkonem pokojně obchodovali. Muslimové, kteří masakru unikli, se odebrali do Káhiry, kde podali stížnost u sultána Kalavuna. Ten se po poradě s islámskými duchovními vůdci rozhodl příměří zrušit a vytáhnout na Akkon. Během příprav na tažení Kalavun zemřel a novým sultánem byl prohlášen al-Ašraf Kálil, Kalavunův druhorozený syn, který v přípravách na boj pokračoval a oficiálně vyhlásil Akkonu válku.
Dne 5. března 1291 sultán dorazil s hlavním vojskem na dohled od hradeb Akkonu a začalo obléhání. 4. května 1291 připlul do obléhaného města Jindřich II. Kyperský, v doprovodu stovky rytířů a dvou tisíc ozbrojenců. Když ale Jindřich II. Kyperský spatřil sílu protivníkovi armády a značně poškozené opevnění města, pochopil, že obránci nemají žádnou šanci a tak již 8. května město opět opustil. Stejně se zachovalo 3000 obyvatel, včetně místní aristokracie, kteří se rovněž urychleně nalodili a uprchli. Sultánova armáda zatím dál pokračovala v ostřelování opevnění obléhacími stroji, kopala štoly pod hradbami a odrážela občasné výpady protivníka. Poslední mohutný útok na oslabený Akkon zahájila sultánova vojska v pátek 18. května 1291, kdy se jim postupně podařilo, část po části, dobýt téměř celé město. Během těchto bojů byl zabit velmistr johanitů Jean de Villiers i velmistr templářů Vilém z Beaujeu. Padla i většina anglických rytířů a také francouzských rytířů z gardy jeruzalémského krále. Ostatní prchali na moře a snažili se nalodit do rychle odplouvajících lodí. Boje ale dál pokračovaly v akkonské citadele bráněné templáři, dále v sídle německého řádu a v sídle špitálníků, kde pokračoval odpor dosud přeživších řádových rytířů, johanitů, templářů, teutonů, lazaritů a svatotomášských rytířů. I sídla jednotlivých řádů postupně kapitulovala a nejdéle se udržela citadela, údajně až do 28. května 1291.

Znak se používal v Evropě v dalších staletích po zániku království

Obyvatelé a obránci Akkonu, kteří se nezachránili útěkem na kyperských lodích, byli nakonec dílem povražděni a dílem prodáni do otroctví. Zbývajících tří templářských hradů, Sidónu, Tortosy a Pèlerinu (Atlitu), se sultánova vojska zmocnila během července a srpna 1291, poté, co je templáři vyklidili.
Epopej Jeruzalémského království na asijské pevnině, trvající téměř dvě stě let, skončila. Kyperské království, s nímž Akkon od dob Huga III. tvořil unii, však přetrvalo mnoho dalších desetiletí. Po celých sedm set let až do současnosti někteří evropští monarchové a šlechtici nosí titul Jeruzalémský král.

## Společnost a kultura

### Šlechta a feudální systém

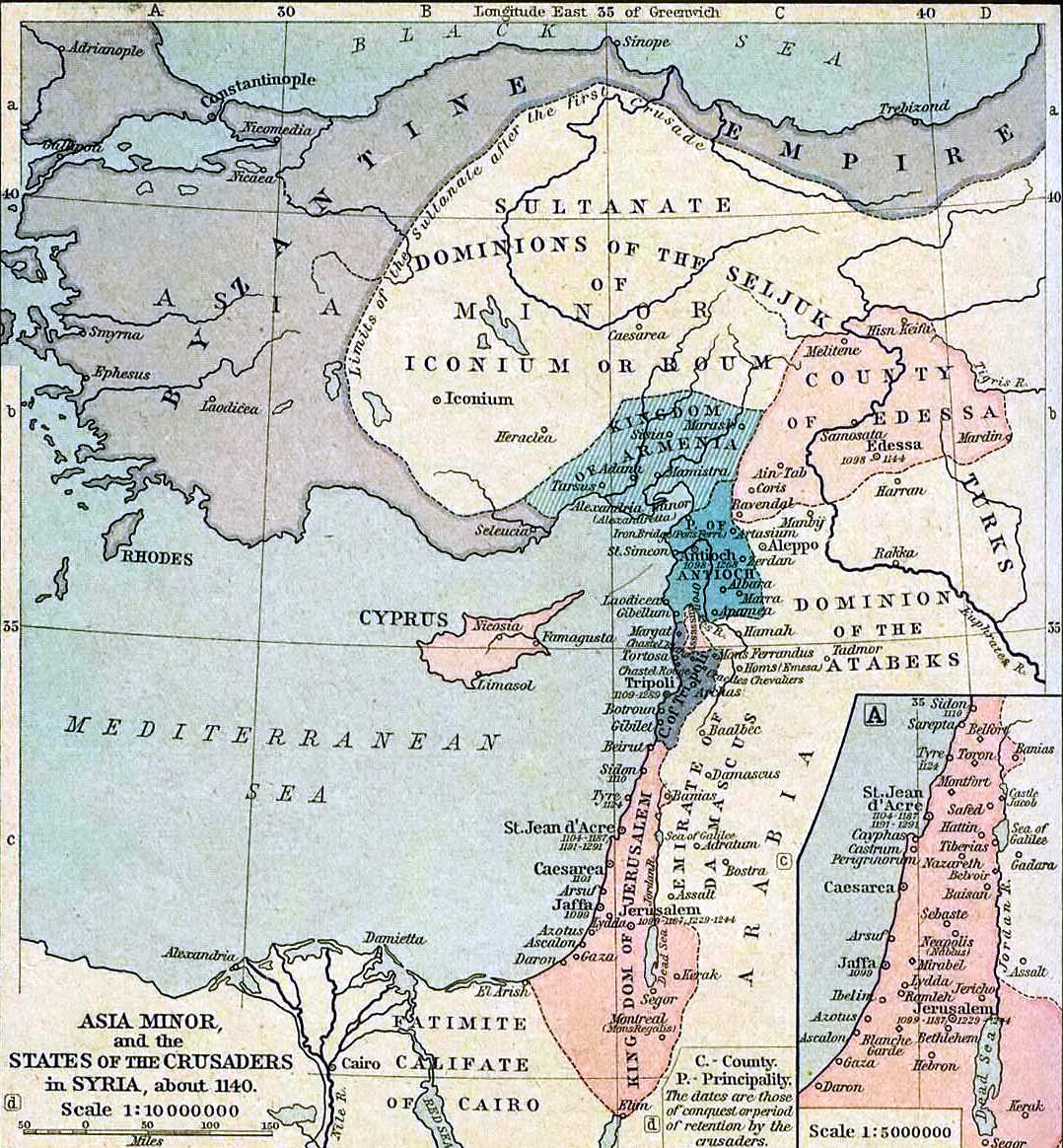
Jeruzalémské království a ostatní křižácké státy kolem roku 1140 Alexander G. Findlay, Classical Atlas of Ancient Geography, 1849

Do Svaté země s první křížovou výpravou přišli převážně drobní šlechtici, většinou Normané a Francouzi, kteří ve své vlasti nehráli významnější politickou roli a nebyli tak závislí na králi jako velcí feudálové. Francouzské feudální zřízení bylo v křižáckých státech věrně napodobeno. Základní jednotkou ve společenské organizaci bylo léno, které bylo přiděleno některému z rytířů. Lénem byla zpravidla nějaká vesnice či její část. Rytíř měl ze svého léna finanční rentu a ztělesňoval zde soudní moc. Později někteří rytíři spojili více lén dohromady a vznikala tak baronství (seigneurie a označení seigneur v tehdejším pojetí znamenalo „lenní pán“). Baron poté své panství mohl rozdělit mezi své rytíře-leníky, kteří sloužili v baronově vojsku místo placení nájemného. Protože na Východě bylo po první křížové výpravě více půdy, než urozených dobyvatelů, pronikli někteří prostí bojovníci mezi šlechtu – například mocný rod Ibelinů pocházel z rodu pisánských obchodníků.
V polovině 12. století bylo v Jeruzalémském království na 20 000 šlechticů a 1500 leníků. Feudalismus v Levantě se od systému v Evropě v některých aspektech lišil. Za prvé lénem zde mohlo být i město nebo městská čtvrť a příjmy z ní. Druhou odlišností bylo postavení ženy v místní společnosti, která mohla být lenní paní, leníkem a mohla také léna dědit (pokud neměla blízkého mužského příbuzného).
V průběhu dvousetleté historie Jeruzalémského království moc leníků prošla velkými změnami. Zpočátku křižácké vlády v Palestině byla nejvyšší autoritou moc krále, který uděloval a odebíral léna a měl také nejvyšší soudní pravomoc. Moc baronů od konce 12. století rostla a ve 13. století již šlechtici v království prakticky vládli. Významnou oporou krále v zemi bylo přímé královské léno, které tvořila především velkoměsta Jeruzalém, Tyros a Askalon – ten zaujímal asi třetinu země, zbytek zaujímala panství baronů.

### Vláda a úřednický aparát

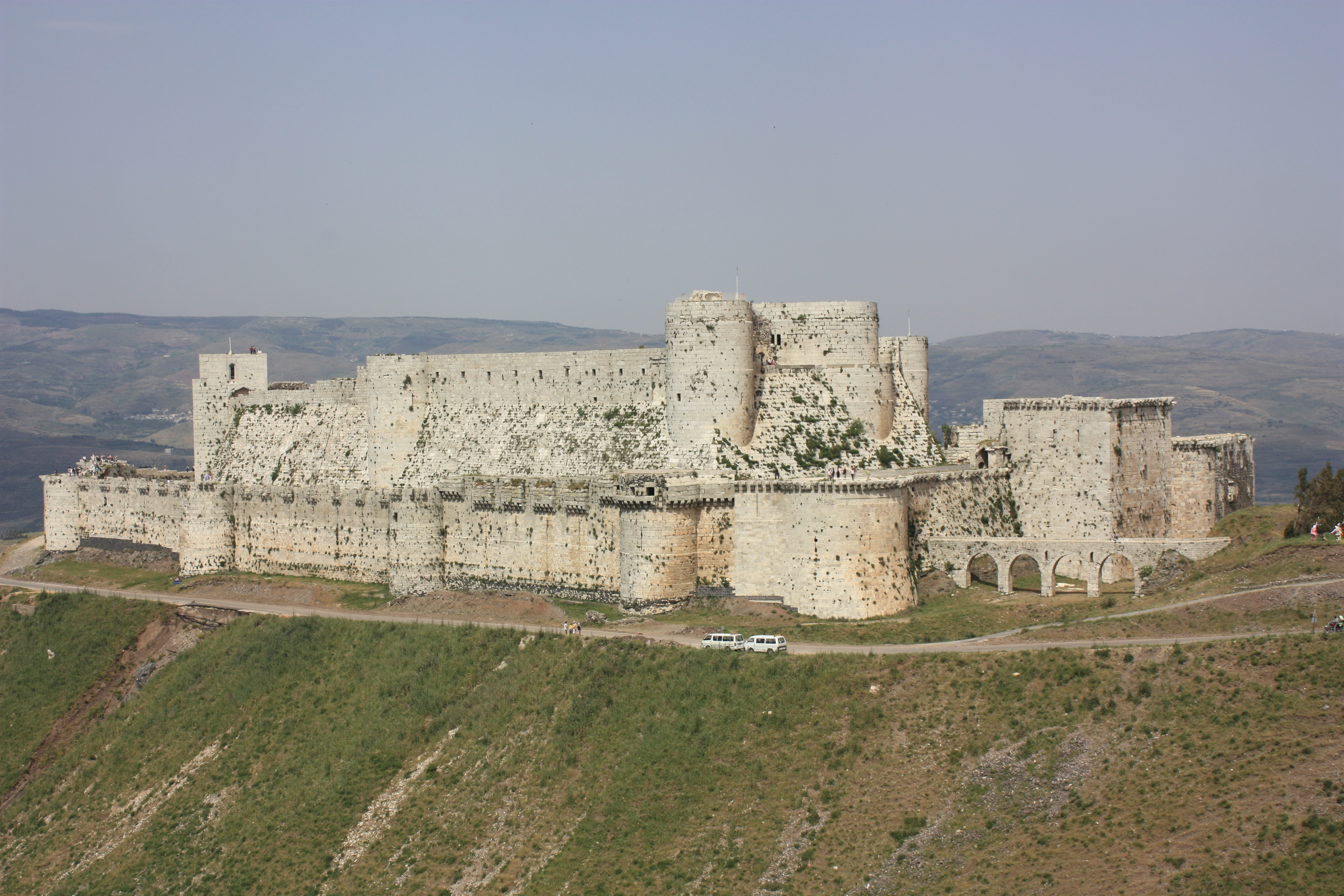
Krak des Chevaliers v dnešní Sýrii

Jeruzalémské království bylo monarchií dědičnou. Královou oporou a zároveň i jeho opozicí byla Královská rada (francouzsky Haute cour, latinsky Curia regnis), která již při korunování prvního krále Balduina I. deklarovala své právo krále „volit“ – tedy v praxi potvrzovat nástupce na trůn – a jeruzalémský patriarcha řídil korunovační ceremoniál. Královské rady se mohli účastnit všichni královi vazalové, byť nejdůležitější úlohy hráli nejmajetnější baroni. V radě se probíraly všechny politické, finanční, právní a legislativní záležitosti Jeruzalémského království. Její pravomoci nebyly nijak definovány a poslední slovo měl tedy král, který v radě zaujímal místo jako primus inter pares – první mezi rovnými.
Král měl po boku také vysoké úředníky. Jeho nejvyšším zástupcem byl senešal, který měl jak administrativní, tak vojenskou pravomoc a spravoval také daně. Nejvyšším velitelem vojska hned po králi byl konetábl, jeho zástupcem byl pak maršál. Administrativní záležitosti měl, podobně jako v Evropě, na starosti kancléř a králův osobní majetek spravoval komoří.

### Hospodářství

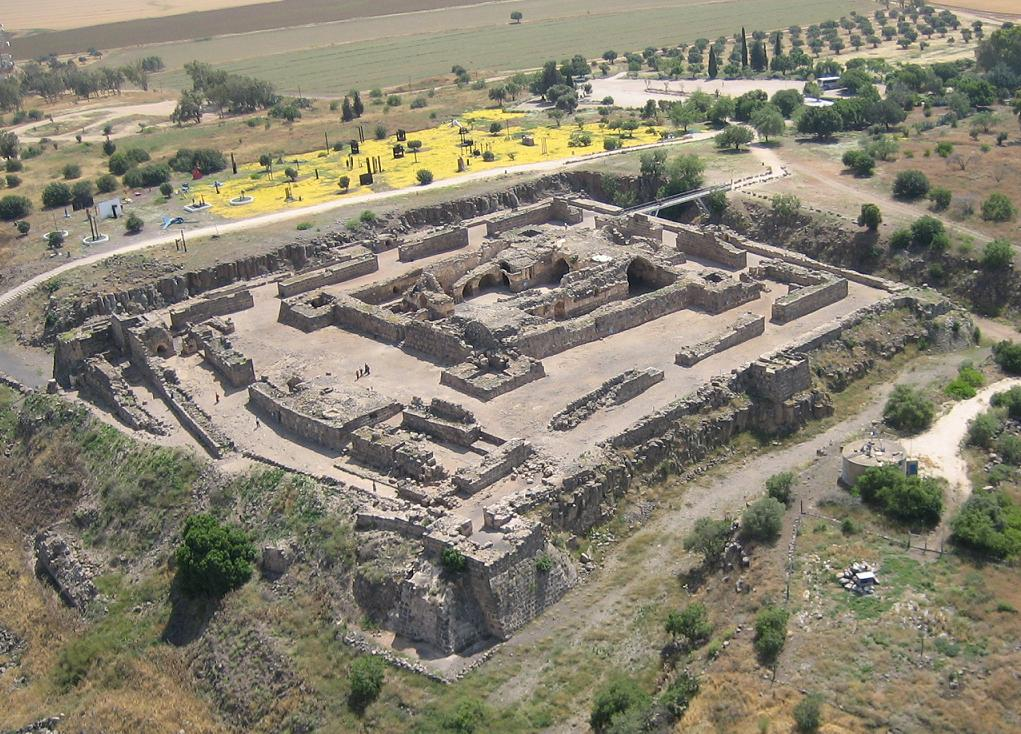
Zříceniny hradu Belvoir

Složení měst v Jeruzalémském království, smíšené s italskými obchodníky vedlo k rozvoji ekonomiky spíše obchodním, než agrárním směrem. Zemědělství po úpadku východořímské moci stagnovalo, přesto však obyvatelstvu při pobřeží poskytovalo obživu. Palestinské vnitrozemí bylo většinou pusté, zemědělství se dalo provozovat jen na několika místech v Galileji a u řeky Jordán, kde se pěstovalo jižní ovoce. Jednou z mála plodin, kterou křižáci na Východ dovezli z Evropy, byla vinná réva. Protože muslimové pít víno nesmějí, ve svých zemích jej ani nepěstovali.

### Architektura a umění

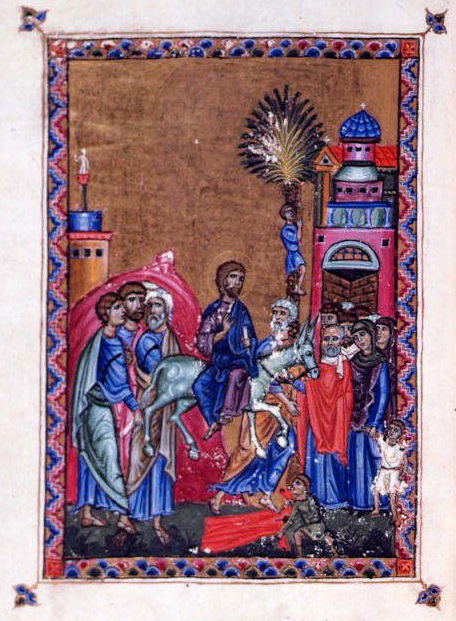
Výjev vstupu Krista do Jeruzaléma (Melisendin žaltář, Jeruzalém, přibližně roku 1140)

Většina stavební činnosti západních dobyvatelů na Východě se soustředila především na pevnosti a hrady: Krak des Moab v Keraku a Krak de Montréal v Zajordánsku, Belvoir nedaleko Tiberiady v dnešním severním Izraeli, hrad Ibelin poblíž Jaffy, templářská pevnost La Roche Guillaume v Turecku a především slavný hrad řádu johanitů Krak des Chevaliers v dnešní Sýrii a mnoho dalších pevností.
Křižáci však nebudovali pouze vojenskou architekturu, ale zaměřovali se také na kostely, na jejichž stavbě se mimo jiné podíleli Arabové a místní obyvatelstvo. V Jeruzalémě bylo kostelů dvacet sedm, v Tyru dvanáct a v Akkonu čtyřicet.
Za vlády křižáků došlo k přestavění a rozšíření Baziliky Svatého Hrobu. Architektonicky tato přestavba vychází z tehdejší francouzské a středomořské architektury a je syntézou pozdně románských a raně gotických prvků. Přestavba spojila všechny do té doby oddělené oltáře a byla dokončena roku 1149.

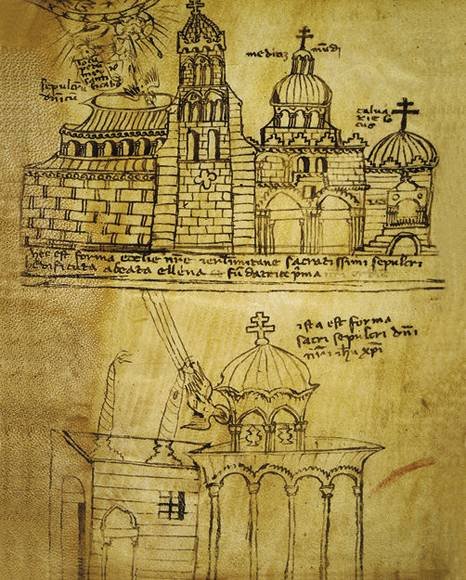
Vyobrazení Baziliky Svatého hrobu v Jeruzalémě po přestavění křižáky roku 1149

Křižácké umění a architektura kombinovaly západní gotiku s byzantským slohem a islámskou architekturou. Velká města měla běžně lázně, které se podobaly tureckým či starým římským lázním. Ženy navštěvovaly lázně stejně často jako muži, tedy dvakrát až třikrát týdně a koupaly se odděleně od mužů. V domech byla pokročile řešená sociální zařízení, která chyběla ve většině tehdejších světových měst.
Jedním z nejranějších příkladů křižáckého umění je Melisendin žaltář, iluminovaný rukopis zhotovený mezi léty 1135–1143, který je dnes umístěný v Britské knihovně. Ostatní dochované rukopisy z křižácké Palestiny jsou většinou ze 13. století.